# Armada de México
La Armada de México es la rama marítima de las Fuerzas Armadas de México y depende de la Secretaría de Marina. Se encarga de la vigilancia y salvaguardia de las costas, el mar territorial, la zona económica exclusiva y el espacio aéreo marítimo de México, con el fin de garantizar la soberanía nacional y la seguridad interior; también tiene a su cargo la inspección de las aguas interiores, vías fluviales y lacustres navegables, e instrumentar el Plan Marina en caso de desastres. 
Su mando supremo, y el único facultado para disponer de ella, de forma parcial y total, es el presidente de México, quien ostenta la denominación de Comandante Supremo de las Fuerzas Armadas; no obstante su administración y operatividad están a cargo del almirante secretario de Marina. Por ello, podrá en todo momento ser coordinada con alguna de las otras dos ramas de las fuerzas armadas, o cualquier autoridad policial, para el cumplimiento de sus misiones generales. La Armada cuenta con un total de 92 043 militares.
Desde el 21 de septiembre de 1954 forma parte de la Organización Marítima Internacional (OMI) comprometiéndose a garantizar la adopción de medidas para la salvaguarda de personas que se hallan en peligro en la mar.

## Historia
La Armada de México fue creada desde la consumación de la independencia, el 4 de octubre de 1821, aunque fue hasta en el siglo XX que adquirió una mayor importancia y atención por parte de los gobiernos. El 26 de enero de 1912 se publicó en el Diario Oficial de la Federación la Ordenanza General de la Armada. El 31 de diciembre de 1940 fue creada la Secretaría de Marina como entidad rectora de la Armada de México, que anteriormente había dependido de la Secretaría de Guerra y Marina.

### Antecedentes
La Armada de México como tal, tiene su nacimiento en las actividades marítimas que los pueblos indígenas desarrollaron en el territorio mexicano y en la cultura y conocimientos que se heredaron de España.
Antes de la llegada de las primeras exploraciones españolas en 1521, el territorio mexicano se encontraba habitado por pequeñas naciones diferentes en cuestiones de política y cultura. Se puede llegar a pensar que algunos pueblos costeros podrían haber utilizado pequeñas embarcaciones con el propósito de transportar soldados a un área de batalla o inclusive se podría hablar de los mexicas que, por ser una cultura principalmente guerrera y dependiente de su ejército al que debía su poder, usaba estas embarcaciones para salir a combatir desde Tenochtitlan por el lago de Texcoco.
Los mayas incluso llegaron a ser conocidos como navegantes y artesanos navales, pues fueron estas embarcaciones las que se encontraron por primera vez con los españoles en una de las primeras expediciones en el nuevo continente. No por nada, J. Eric S. Thompson llamó a la cultura maya como "Los Fenicios del Nuevo Mundo".
Cristóbal Colón escribió después de su cuarto viaje, lo que parece ser el encuentro español con una de esas "canoas" que encontró cerca de las llamadas Islas de la Bahía en Honduras, describiéndola del largo de una galera y de unos cinco codos de ancho, lo que hoy sería como de unos 2,5 m aproximadamente. Hoy se sabe que las rutas marítimas de los mayas abarcaban la región de la Huasteca, Centroamérica y algunas islas del Mar Caribe, transportando mercancías de diversos lugares que visitaban para su venta.
Bernal Díaz del Castillo escribe en sus cartas que en Catoche, situado al extremo noreste de Yucatán, habían visto "diez canoas muy grandes llenas de indios que venían a remo y vela". Explica después cómo eran aquellas canoas: "estas son canoas hechas a manera de artesas y son grandes y de maderos gruesos y cavados... y muchas de ellas en que caben cuarenta indios".
Hernán Cortés, después de la derrota del 30 de junio de 1520 conocida como la de la Noche Triste, y su experiencia ganada en la batalla durante la cual muchos de sus caballos y soldados murieron en los cortes de las calzadas, creyó conveniente que la mejor manera para atacar y ganar con éxito la batalla era utilizar una movilidad militar combinada por dos fuerzas, es decir enviar un ataque por agua y otro por tierra. Los indígenas y españoles serían los protagonistas de una de las paradojas más interesantes en la historia de México, pues fue en la región conocida como altiplano, que se encuentra a unos 2200 m s. n. m., que se inició la historia de la construcción naval en el continente de América, cuando Cortés decidió mandar a construir en Tlaxcala trece bergantines que después servirían para poner en sitio a la gran Tenochtitlán, desarrollándose una batalla naval en el propio lago de Texcoco entre las embarcaciones españolas y las canoas aztecas, correspondiendo la victoria a los españoles el 13 de agosto de 1521.

Estado primitivo del lago de Texcoco, lugar donde navegaron los 13 bergantines de Cortés.

Parece casi imposible y extraño, la de fabricar en Tlaxcala, que era un poblado muy tierra adentro, a casi 100 km por un terreno montañoso. Esto se debe a que los tlaxcaltecas, en ese entonces, eran el principal y único apoyo que tenían los españoles. Al término de su construcción, los bergantines fueron probados en el río Zahuapan que los indígenas habían represado para cumplir aquel propósito. Al término de estas pruebas, los bergantines fueron desmantelados para así lograr su transporte de Tlaxcala a Texcoco, donde volverían a armarse y serían dotados de artillería. Es así como nacen los inicios de la construcción naval en América con fines eminentemente militares.
Cuando los aztecas perdieron su último reducto de tierra, los bergantines comenzaron a perseguir y destruir las canoas aztecas por los canales del lago. García Olguín, quien era capitán de un bergantín, apresó la embarcación en donde se encontraban los señores de México, Texcoco y Tlacopan: Cuauhtemotzin, Conacochtzin, Tetlepanquetzaltzin vistiendo mantas de maguey ya muy sucias por el hambre y la enfermedad que se había generado en la ciudad debido al sitio. Gonzalo de Sandoval y García Olguín llevaron a los mismos ante Cortés, que se encontraba en el barrio de Amexcac; es ahí donde el tlatoani mexica dice que él ya había hecho todo lo que pudo de su parte para defender a su pueblo, que ahora él hiciera lo que quisiera, poniéndole a Cortés un puñal en la mano para que lo matara.
Los primeros galeones que formaron parte de la Armada de Barlovento, que eran de origen mercante y que el gobierno virreinal compró a 40 ducados la tonelada, fueron el Concepción de 300 t, el Nuestra Señora del Rosario de 230, el San Antonio de 400, una urca de 400 t construida en Jamaica, un patache de 150 y una fragata de 400 que fue construida en Campeche. Los navíos fueron enviados a La Habana, donde serían armados para su uso militar.
Al poco tiempo, unos buques ingleses fueron vistos en el puerto de Alvarado donde se construían dos galeones para uso de la Armada, por lo que al saberse eso en Veracruz, el almirante Antonio de la Plaza se dirigió en busca de ellos. Sería la primera vez que la Armada de Barlovento enfrentaba un combate naval, lo que sucedió el 9 de junio de 1641 cerca de Río de Caña, Veracruz, tomando presa la nave y a 22 prisioneros. Sería la primera vez en que los piratas fueron interceptados en costas mexicanas.
Durante el gobierno del Virrey Payo Enríquez de Rivera se ordenó en 1678 la construcción de las primeras escuelas de artillería en los reinos españoles, siendo construidas en Veracruz, La Habana y Cartagena así como el uso de la Armada de Barlovento contra los piratas en la ciudad de Santa Marta. En 1688 arribó a gobernar Gaspar De la Cerda Sandoval Silva y Mendoza, que envía a Santo Domingo una expedición para derrotar y sacar a los franceses que la habían ocupado, por lo que fue necesaria la ayuda de la Armada de Barlovento compuesta de seis buques de línea y una fragata, transportando a 2600 soldados mexicanos. El Virrey De la Cerda acudió a la misma por el estado de guerra que existía entre España y Francia. La ocupación francesa generó una movilización general por toda la isla, hasta que la Armada llegó el 9 de noviembre.
La flota zarpó de Veracruz el 19 de julio de 1690 y se le ordenó desalojar las tropas francesas por medio de un doble frente, pues mientras el ejército partía de Santo Domingo el 21 de diciembre, pocos días después la Armada se dirigía al puerto de Manzanillo. Allí se concentraron las fuerzas, y las embarcaciones se dirigieron a Guárico y así ocupar el paso de Puerto Paix, y evitar que los franceses se aprovisionaran. En dicha batalla murieron 400 franceses y 47 españoles, logrando la desocupación francesa de Guárico.
El Virrey Juan de Acuña de Casa Fuerte estableció en 1722 la primera fundición de artillería en Orizaba, Veracruz. Durante su mandato generó grandes beneficios en cuestiones militares pues se apresaron una balandra y una fragata inglesas que se encargaban del tráfico de palo de tinte, todo esto entre Cabo Catoche y la isla de Cozumel. El éxito generó que fueran armadas en Campeche varias piraguas que después comandaría Esteban de la Barca sorprendiendo con 24 hombres en el río Belice a una fragata de 24 cañones con cuarenta y cuatro marinos ingleses.
Durante el último cuarto del siglo XVIII, se realizaron nuevas expediciones dirigidas por la Nueva España, pues el embajador de España en Moscú informó que los rusos se encontraban por esas tierras, así que se emprendió una campaña de reconocimiento del norte de las Californias para encontrar establecimientos rusos. Fue así que Juan Francisco de la Bodega y Quadra descubrió la desembocadura del río Columbia a la que dio el nombre de entrada de Haceta así como el pico de San Jacinto, hoy conocido como el monte Edgecumb en la ciudad de Sitka, Alaska y el Puerto de Bucareli en la Isla Príncipe de Gales. En 1776 se ordenó una nueva expedición, por lo que se mandaron construir en Guayaquil las corbetas Princesa y Favorita que salieron de San Blas el 11 de febrero de 1779 al mando de Juan Francisco de la Bodega y Quadra e Ignacio Arteaga.
En Orizaba se construyeron los primeros cañones barrenados y torneados en sólido, en calibre de a cuatro, por Diego de Panes. En octubre de 1789 el Virrey Juan Vicente de Güemes Pacheco y Padilla mandó forrar de cobre los cascos de los guardacostas. En 1790 se mandó una nueva expedición con dirección al norte compuesta de una flotilla con la fragata Concepción, el paquebote San Carlos y la balandra Princesa Real, con el fin de colonizar la isla de Nutca. El comandante, Francisco Eliza logró construir algunas edificaciones, ordenando a los oficiales Salvador Fidalgo y Manuel Quimper exploración, conquista y el levantamiento de planos de la misma. La última expedición salió de Acapulco con las goletas Sutil y Mexicana que eran comandadas por Dionisio Alcalá Galiano y Cayetano Valdés, que se encontraron con los navegantes George Vancouver y Broughton que realizaban las mismas investigaciones. El Teniente de Navío Jacinto Caamaño, fue enviado junto a su fragata Aránzazu a explorar el norte. Caamaño salió de San Blas el 20 de marzo de 1792 recorriendo durante 6 meses la parte septentrional de la isla de la Reina Carlota y el sur de la isla Príncipe de Gales. Se encuentra pues, en el México novohispano, a las razones históricas por las que muchas veces en las toponimias de diversos países como Canadá y los Estados Unidos se encuentren nombres hispanos.
España se alió con Francia después de las firmas de la Paz de Basilea, lo que implicó que después de la firma del tratado de San Ildefonso existiese de nueva cuenta una ruptura de relaciones con Gran Bretaña. En los años posteriores, España ya no pudo mantener el poder naval que la había caracterizado para contener las hostilidades de Inglaterra, que terminaron en un desastre español durante la batalla de Trafalgar, ocaso del poder naval español. Los ingleses pues transitaban con libertad por costas mexicanas haciéndose de víveres en los puertos. Sin embargo, ya no existía marina de guerra que los protegiese, las demandas de los virreyes nunca fueron escuchadas, pues el poderío que antes España tuvo se había perdido. En 1808, a partir de la abdicación de Fernando VII en favor de Napoleón y el estallido de la guerra de la Independencia española y la desobediencia del virrey Venegas que no acataba las órdenes de Madrid, se comenzó a gestar la lucha de independencia en México.

### Guerra de Independencia

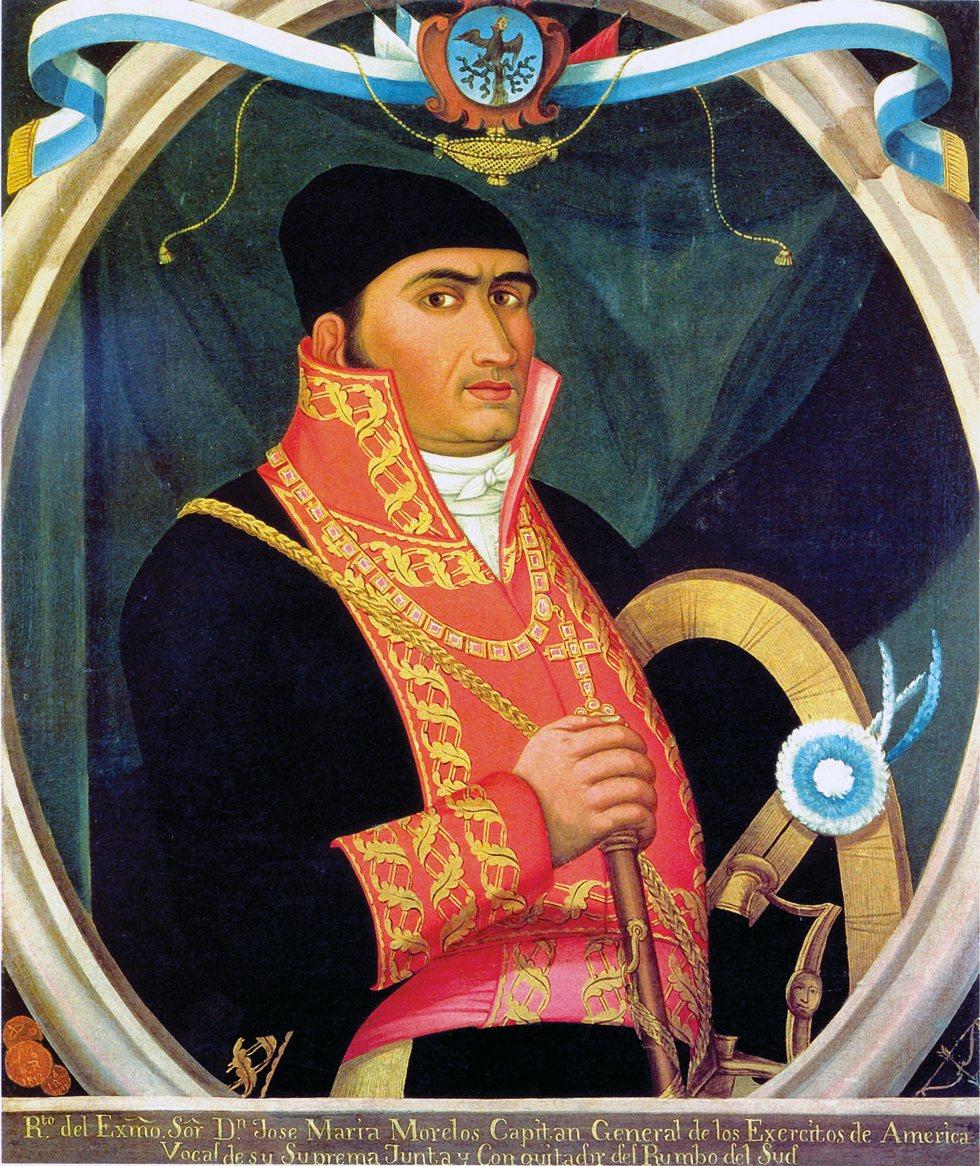
Morelos creyó conveniente lograr de alguna forma el control del comercio marítimo imperial.

El movimiento de Independencia de México fue lento y difícil, afianzado gracias a diversos acontecimientos acaecidos teniendo como consecuencia inmediata la terminación de tres siglos de dominación española en territorio mexicano. En los planes estratégicos de los insurgentes, existieron diversas operaciones logísticas para lograr un control de las más importantes vías de comunicación, con lo que podrían asegurar un mejor control de territorios que beneficiaría al desplazamiento de su tropa así como la generación de víveres. El control de las vías marítimas fue, de cierta forma, una de las tantas preocupaciones de los cabecillas insurgentes, a pesar de que estos estaban en cierta medida restringidos a ella por no contar con los suficientes recursos económicos.

### Intentos de Reconquista en México
Los años de gestación de México como país se encuentran entre los años 1821 y 1854. México, al lograrse consagrar como un país independiente, se enfrentó a una inestabilidad de todos niveles y órdenes, pues existían guerras civiles por todos lados. Existía en México una lucha por cómo se debería organizar el país, unos creían que el modelo colonial sería el mejor mientras que otros consideraban mejor el modelo liberal, aunque este implicara un gran cambio para la nación.
Así pues, la agitada vida política del primer medio siglo como país independiente desviaron la atención del gobierno de los asuntos marítimos y el fortalecimiento de la Armada de México, a pesar de que esta hubiese sido necesaria.
Durante los primeros años de México como país independiente se encontraba un constante peligro a la recién nacida nación, pues existieron algunos amagos extranjeros que pusieron al descubierto la debilidad del poder naval de México, en ese entonces casi nulo. Antonio de Medina Miranda, en ese entonces ministro de guerra y marina durante el reinado de Agustín de Iturbide, fue el primero en indicar la necesidad de la Marina mexicana para vencer al último reducto español, que se encontraba en San Juan de Ulúa. Con la llegada del Brigadier español Francisco Lemaur, se rompió fuego sobre el puerto de Veracruz, obligando al Estado Mexicano a organizar un bloqueo y hostigamiento naval en 1825, que culminaría con la toma de San Juan de Ulúa por el capitán Pedro Sainz de Baranda y Borreyro, siendo esta la primera batalla librada por la Armada de México.

### Primera Intervención Francesa
La primera intervención francesa se desarrolla en el año de 1838 y es usualmente referida con el peculiar nombre de la Guerra de los Pasteles ya que tuvo como antecedentes las reclamaciones que Francia hacía al gobierno mexicano por las Declaraciones Provisionales de 1827, en las que se denunciaban saqueos y daños a propiedades de franceses durante unos disturbios en México como lo fueron el Motín del Paríán, Tehuantepec, Oaxaca y Orizaba. Uno de los muchos daños que reclamaban los franceses fue la de un pastelero que trabajaba en Tacubaya, en la que exigía una suma de $60 000, que supuestamente se habían comido los rebeldes. Francia exigió a México la suma de 600 000 pesos para cubrir la completa indemnización a los ciudadanos franceses que habían sido perjudicados. El gobierno mexicano no se quiso hacer responsable de los daños que se habían efectuado durante la guerra civil, proponiendo la solución del problema a un tercero, lo que recibió la negativa del barón de Deffaudis, enviando una escuadra al mando de Bazoche que declaró el 16 de abril de 1838, un bloqueo a todos los puertos mexicanos, dañando aún más la economía mexicana. Como México no accedió a aquellas condiciones a las que Charles Baudin exigía, la guerra comenzó. La escuadra francesa rompió fuego sobre Ulúa que sufrió serios daños. El baluarte de San Miguel quedó completamente destruido y los muertos y heridos fueron en su mayor parte de la Armada de México, siendo uno de ellos, el Capitán de Fragata Blas Godínez Brito. El 28 de noviembre de 1838 los marinos y soldados que defendían Ulúa, no teniendo otro camino, capitularon. La escuadra francesa que llegó al Golfo de México durante la primera intervención francesa, estuvo conformada, principalmente por las fragatas Glorie, Médée, Créole, Naïade, Herminie, Iphigénie, los bergantines Cuirassier, Zèbre, Lapérousse, Eclipse, Laurier, Dunois, Volticeur, Dupetit, los bombardas Cyclope y Vulcain y las corbetas Sarcelle y Fortun.

### Intervención estadounidense en México
En el siglo XIX, Estados Unidos tenía objetivos expansionistas e imperialistas pues estableció diversas estrategias de compra y, en su defecto, de conquista en pro de poseer nuevas tierras. Texas, hizo caso omiso a México y confirmó su incorporación a los Estados Unidos el 4 de julio de 1845. Sin embargo, Estados Unidos pretendía hacer a México reconocer al río Bravo como el verdadero límite de Texas y además de eso presionaba la venta del territorio de California. Los Estados Unidos colocaron tropas en la frontera mexicana pretextando el resguardo de un posible ataque mexicano a Texas, lo que evidentemente dio inicio al conflicto. Salvo dos buques de vapor blindados comprados por López de Santa Anna en Inglaterra en 1842, el Guadalupe y el Moctezuma, la armada de México consistía de buques de vela. Los buques habían sido útiles para frenar la piratería texana entre 1843 y 1845. Casi todo el personal de marina se encontraba a las órdenes de generales del ejército, servía en las fortalezas militares o en los cuarteles costeros del ejército. Los buques de vapor representaban la mejor tecnología, pero ante la falta de recursos, se optó por que se vendieran a las autoridades españolas en Cuba, para comprar material bélico.
El 23 de mayo, Estados Unidos notificó al congreso mexicano que este ya había anexado a Texas, lo que generó que México se negara a reconocer el tratado.
El capitán de fragata Tomás Marín, que era el comandante general de la Costa de Sotavento, reunió todos los medios que tenía a sus manos para proteger el Fuerte de Alvarado, con la ayuda del capitán de fragata Pedro Díaz Mirón, comandante del fortín y Juan Laine, Comandante del Fortín de Santa Teresa. La artillería de la Marina, se encontraba en muy mal estado y solo era manejada por 30 marineros, 1 condestable y 8 soldados de infantería. La población civil fue evacuada, quedando en el pueblo unos piquetes de la Guardia Nacional de Alvarado, Tlacotalpan, Cosamaloapan y Acayucan.
El 14 de diciembre Matthew Perry logra tomar Ciudad del Carmen y el 5 de marzo de 1847 llega el general Winfield Scott a Anton Lizardo para lograr coordinar junto con Conner el plan del desembarco de tropas con el fin de tomar Veracruz. 8600 hombres que habían sido divididos en tres grandes columnas desembarcaron el 9 de marzo en playa Collado, luego de lo cual avanzaron sin encontrar resistencia. El 22 de marzo las fuerzas estadounidenses se encontraban en posición de ataque, tanto por mar como por tierra, exigiendo el general Winfield Scott al general Juan Morales la rendición y evacuación de la plaza, para lo cual dio un plazo de dos horas. Morales optó por el combate sabiendo de antemano las nulas posibilidades de victoria. El bombardeo se inició a las cuatro de la tarde y continuó durante toda la noche hasta el 27 de marzo cuando cayó Veracruz en manos invasoras. Durante los años de guerra los puertos mexicanos del Pacífico y Golfo fueron bloqueados y tomados, cayendo varios marinos en diversas acciones.
Después de la pérdida de la capital, y ya sin poder continuar con resistencia posible, ya que México carecía de las armas y poder económicos suficientes para continuar la guerra desde otros frentes, se negoció un tratado de paz, firmado en Guadalupe Hidalgo, por representantes de México y de los Estados Unidos en febrero de 1848. El supuesto tratado estuvo titulado como “Tratado de paz, amistad y límites”. Esa guerra fue muy desigual, pero tanto la marina como el ejército mexicano combatieron en defensa del territorio, que al final se perdió.

### Segunda intervención francesa en México
La participación militar de la Armada de México durante la guerra de Reforma fue casi nula, siendo la Segunda Intervención francesa el regreso histórico de la marina de guerra. El gobierno liberal mexicano era en ese entonces constantemente presionado por los Estados Unidos con el fin de que México llevara a cabo tratados con el gobierno estadounidense, pues querían que se les otorgara muchas concesiones como sucedió en el caso del Tratado McLane-Ocampo y con la solicitud de Buchanan al Congreso de México para que esta creara una ley que les autorizara a las fuerzas estadounidenses el uso de sus fuerzas para "garantizar" los derechos e intereses de sus ciudadanos residentes en México, buscando mantener la supremacía política y económica estadounidense en el continente americano. Esta política llegó a preocupar a las potencias europeas que siempre habían controlado la zona. Francia, Inglaterra y España habían creído conveniente el establecimiento y apoyo de gobiernos que fuesen monárquico-constitucionales en el continente americano, para poner fin a las ambiciones que tenían los Estados Unidos.
Sabiendo las potencias de los problemas en los que estaba el gobierno liberal mexicano para pagar todas las deudas surgidas por las constantes guerras, Inglaterra y Francia se pusieron de acuerdo en septiembre de 1861 de presionar al gobierno mexicano, por lo que enviaron una flota que ocupó las aduanas marítimas mexicanas, hecho que creían sería suficiente para el pago de sus reclamaciones. España por su parte, mandó fuerzas de Cuba al mando del general Joaquín Gutiérrez de Rubalcava, comandante general del Apostadero de La Habana, para atacar Tampico y Veracruz, proponiendo de igual forma a Francia e Inglaterra una operación conjunta para lograr el pago de sus deudas y poner “orden” en México. En esta opinión estuvo de acuerdo Francia pero no Inglaterra, acción que destruyó la alianza formada entre las tres potencias. Sin embargo Francia tenía planes de intervenir en la política mexicana e imponer un gobierno monárquico que trabajase bajo el orden francés, lo que tuvo el apoyo de marquistas y conservadores mexicanos, por lo que en vez de irse a Paso Ancho como habían prometido al gobierno mexicano en los tratados de La Soledad, se establecieron en Córdoba. El Golfo de México fue escenario de constantes desembarcos y tomas de puertos por los franceses. La Armada de Francia comenzó a atacar los principales puertos mexicanos en 1864 utilizando su poderosa fuerza naval, de muchos marinos, embarcaciones y municiones con el fin de controlar el gobierno de Maximiliano, para lo cual colocaron embarcaciones a cuidar en los puertos de Matamoros, Tampico, Veracruz, Alvarado, Campeche, Sisal, Guaymas, Mazatlán, Manzanillo y Acapulco lo que siguió hasta septiembre de 1866 cuando retiraron todas sus fuerzas que se encontraban en México.

### Segunda intervención estadounidense en México

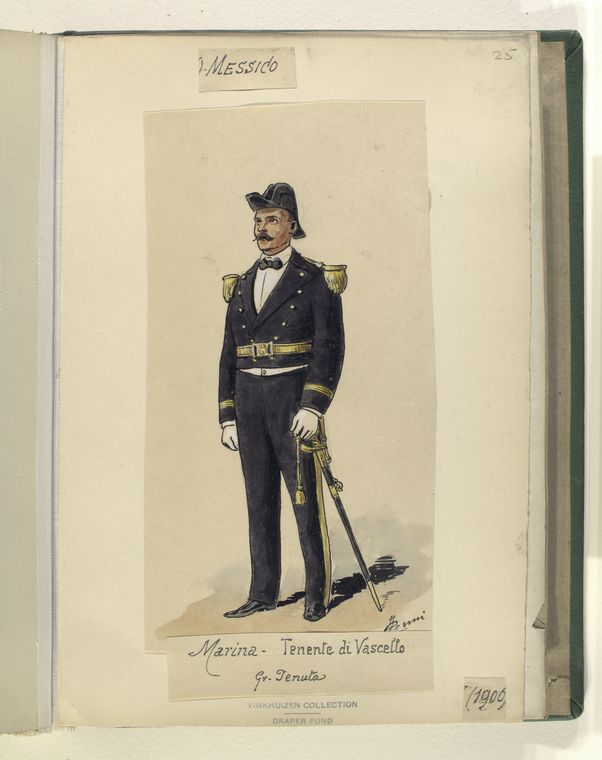
Dibujo del uniforme de un Teniente de corbeta de la Armada mexicana en 1906.

El deterioro de las relaciones diplomáticas con el gobierno de los Estados Unidos y la guerra civil ocurrida en México después de la muerte del presidente Francisco I. Madero, llevaron a la segunda Intervención estadounidense. Con el lanzamiento del Plan de Guadalupe el 26 de marzo de 1913 por Venustiano Carranza para de derrocar a Victoriano Huerta, comenzaron a librarse los primeros enfrentamientos a principios del mes de mayo, entre las fuerzas constitucionalistas y los federales. Emiliano Zapata logró desde el sur combatir al gobierno federal, quién a pesar de los intentos de Victoriano Huerta para que este se uniese a su ejército, hizo caso omiso a su carta, fusiló al Coronel Pascual Orozco Merino, padre del Gral. Pascual Orozco y el 30 de mayo de 1913 cambió el Plan de Ayala, desconociendo al gobierno usurpador.
Con la entrada de Woodrow Wilson al poder de los Estados Unidos, el antiguo embajador estadounidense Henry Lane Wilson fue retirado del cargo, acusado de intervención en los asesinatos de Francisco I. Madero y José María Pino Suárez, después de este hecho, Wilson desconoció el gobierno huertista, cambiando radicalmente la política estadounidense. Wilson, además de este cambio, el 3 de febrero de 1914 suspendió el embargo de armas que existía con los revolucionarios, reconociendo a los revolucionarios como parte beligerante, por lo que la obtención de armas sería más fácil. Wilson, puso toda su política a favor de los revolucionarios. Sin embargo, las esperanzas que el gobierno estadounidense puso en ellos se vieron frustradas con la entrada del General Obregón a la Ciudad de México y la presencia del “Varón de Cuatro Ciénegas”. Es entonces, al mismo tiempo de los anteriores acontecimientos que surge la Segunda Intervención estadounidense en abril de 1914, con motivo de la crisis diplomática entre los dos países. Al conocer los estadounidenses la noticia de que un barco alemán de nombre Ipiranga (el mismo barco que llevó a Porfirio Díaz con dirección a Europa) llevaba un cargamento importante de armas y municiones al gobierno de Victoriano Huerta, la intervención estadounidense se desencadena en el puerto de Veracruz, distinguiéndose la población civil y los cadetes de la Escuela Naval Militar en la defensa del puerto.
A comienzos del mes de abril de 1914, el Departamento de Estado de los Estados Unidos había dado instrucciones a todos los consulados que se encontraban en ese entonces en México, a que estos previnieran a sus connacionales para que estos estuviesen preparados para una “movilización que protegería la seguridad de los estadounidenses y sus familias”. La prensa nacional y extranjera, tomó con seriedad esta noticia pues ya muchos hablaban de lo inminente que era una intervención de los Estados Unidos en territorio mexicano. Frente al puerto de Tampico se encontraban las embarcaciones: Connecticut, Dolphin, Des Moines, Cyclops y Solace, todas al mando del almirante Frank Friday Fletcher. Cerca, pero fuera de la bahía de Veracruz se encontraban de igual forma los acorazados Utah y Florida, a los que el 8 de abril se les unirían el acorazado Minnesota, el crucero ligero Chester y el carga minas San Francisco, mostrando así su poderío naval frente a las costas mexicanas.

### Barcos históricos
| - Navío de Línea Congreso Mexicano o navío Asia - Fragata Victoria - Vapor Guadalupe - Vapor Moctezuma - Corbeta Brutus - Corbeta Morelos - Bergantín Hermón - Bergantín Bravo - Bergantín Mexicano - Bergantín Constante - Bergantín Guerrero - Bergantín Vencedor del Álamo - Goleta Iguala - Goleta Anáhuac - Goleta Camila - Balandra Papaloapan - Balandra Orizaba - Balandra Zumpango - Cañonero Libertad - Cañonero Independencia - Vapor de Guerra Demócrata - Cañonero Demócrata - Cañonero México - Corbeta Escuela Zaragoza - Corbeta Escuela Yucatán | - Pontón Chetumal - Cañonero Guanajuato - Cañonero Bravo - Cañonero Morelos - Cañonero Tampico - Cañonero Veracruz - Cañonero Nicolás Bravo - Transporte de Guerra Progreso - Cañonero Guerrero - Cañonero Agua Prieta - Acorazado Ligero Anáhuac - Buque Auxiliar Zaragoza II - Cañonero Durango |

### Marinos ilustres
| - Pedro Sainz de Baranda - David Porter - David Henry Porter - Blas Godínez Brito - José Antonio Mijares - Sebastián José Holzinger - José María de la Vega - Othón P. Blanco Nuñez de Cáceres | - Ángel Ortiz Monasterio - Manuel Azueta Perillos - José Azueta Abad - Virgilio Uribe Robles - Eduardo Colina Martínez - Carlos Castillo Bretón Barrero - José Villalpando Rascón |

## Niveles de Mando
La Armada de México se organiza a través de una estructura de mando jerárquica y vertical, con cinco niveles de mando:
- 1.º Mando Supremo
- 2.º Alto Mando
- 3.º Mandos Superiores en Jefe
- 4.º Mando Superiores
- 5.º Mandos subordinados

### Mando Supremo
Está depositado en el Presidente de México, que para tal efecto, tendrá la denominación de Comandante Supremo de las Fuerzas Armadas. Lo ejerce a través del Secretario de Marina. En caso de guerra o del desplazamiento de tropas fuera de territorio nacional, el Jefe del Ejecutivo deberá nombrar un Comandante que lo represente en la Fuerza de combate. Solo el primer mandatario podrá disponer de forma total o parcial de la Armada. También son facultades exclusivas del titular del ejecutivo, nombrar al secretario de la Marina y a los principales funcionarios del organigrama administrativo y operativo de la Marina y Armada. También, previa recomendación de los anteriores funcionarios, podrá designar a toda la cadena de mando, así como de las unidades especiales, que de la misma forma solo él puede crear. Además de la creación de nuevas unidades, podrá determinar modificaciones a la división marítima armada del país.

### Alto Mando
Su único depositario es el Secretario de Marina, no obstante lo ejerce con las funciones respectivas de los principales cargos de la estructura administrativa y operativa de la misma secretaría. Siendo estos:
- 1. Estado Mayor General de la Armada
- 2. Consejo del Almirantazgo
- 3. Unidad de Inteligencia Naval
- 4. Subsecretaría
- 5. Oficialía Mayor
- 6. Inspección y Contraloría General de Marina
- 7. Coordinación General de Puertos y Marina Mercante
- 8. Agregadurías Navales

Las facultades y responsabilidades del secretario son aquellas que le confiere expresamente a su despacho, el artículo 30 de la Ley Orgánica de la Administración Pública Federal. Dirigir el adiestramiento, programación y proyección de todas las acciones vinculadas al eventual uso del personal naval para sus principales tareas (defensa del territorio y soberanía nacional, garantizar la seguridad interior e instrumentar el Plan Marina en caso de desastres); vigilar e inspeccionar el cumplimiento de las leyes mexicanas y el Derecho marítimo internacional en el mar territorial y la zona económica exclusiva; dirigir a la armada en caso de guerra; administrar las relaciones y derechos laborales del personal civil y naval que trabajen para ella; encabezar la seguridad marítima en cuanto a salvamento, búsqueda y rescate se trate; dirigir la industria naval del país; inspeccionar la construcción, conservación y disposición de toda la infraestructura naval requerida para el cumplimiento de sus obligaciones, incluyendo el asesoramiento para las vías de comunicación civil que tengan un eventual uso para la defensa; asesorar a otras secretarías cuando, en el ejercicio de sus funciones, este de por medio la seguridad nacional; dirigir los sistemas navales de educación y salud; administrar el sistema de justicia naval; comandar la guardia costera; supervisar y salvaguardar las embarcaciones mercantes y de pasajeros; fomentar e instrumentar trabajos de desarrollo científico o tecnológico vinculados al mar; y vigilar la conservación de las áreas naturales protegidas.
El órgano interno de mayor relevancia, para los fines militares del instituto armado, es el Estado Mayor de General de la Armada; pues es el instrumento técnico operativo, encargado de diseñar los planes, proyectos y programas destinados a establecer las estrategias de defensa y seguridad nacional marítima, inteligencia militar, seguridad de las aguas interiores, mar territorial y zona económica exclusiva, y la colaboración del personal militar en situaciones de desastre en la población civil. Esto incluye la organización, adiestramiento, operación y desarrollo de las Fuerzas armadas marítimas.

### Mandos Superiores
Los mandos superiores se dividen en operativo y de servicios; estos últimos son los Comandantes de los Agrupamientos Logísticos y Administrativos, es decir, quienes lideran las unidades que satisfacen necesidades específicas en bienes y servicios para la logística de la armada. En tanto que los operativos son, en orden jerárquico:

#### Mandos superiores en jefe
- 1. Comandantes de Fuerzas Navales.
- 2. Comandantes de Regiones Navales.
- 3. Cuartel general del Alto Mando.

#### Mandos superiores subordinados
- 1. Comandantes de Zonas Navales.

### Mandos subordinados
Los mandos subordinados son todos aquellos comandantes designados para los grupos operativos de tropa que realizan misiones o actividades específicas; siendo estos: sectores, flotillas, escuadrillas, unidades de superficie, unidades aeronavales, batallones de infantería de marina, y otros que designe el Alto Mando.
- 1. Comandantes de Sectores Navales.
- 2. Comandantes de Bases Aeronavales.
- 3. Comandantes de  Brigadas de Infantería de Marina.
- 4. Comandantes de Brigadas Anfibias de Infantería de Marina.
- 5. Comandantes de Unidades de Operaciones Especiales.
- 6. Comandantes de Flotillas Navales.
- 7. Comandantes de Escuadrones Aeronavales.
- 8. Comandantes de Batallones de Infantería de Marina;
- 9. Comandantes de Escuadrillas Navales.
- 10. Comandantes de Unidades de Superficie.
- 11. Comandantes de Unidades Aeronavales.
- 12. Comandantes de Compañías de Infantería de Marina.
- 13. Comandantes de Unidades Navales de Protección Portuaria.
- 14. Comandantes de Estaciones Navales de Búsqueda, Rescate y Vigilancia Marítima.
- 15. Otros que designe el Alto Mando.

## Estructura

### Composición
La Armada de México representa la organización operativa de la Secretaría de Marina, constituida por el Alto Mando auxiliado por el Estado Mayor General de la Armada, Mandos Superiores en Jefe (Cuartel General del Alto Mando, 2 Fuerzas Navales y 7 Regiones navales), Mandos Superiores (13 Zonas Navales), Mandos Subordinados (13 sectores navales y 20 Flotillas y Escuadrillas de Unidades de Superficie, así como unidades aeronavales y de Infantería de Marina)

#### Fuerza Naval del Golfo de México (incluye litoral del Mar Caribe)
Primera Región Naval con sede en Veracruz, Veracruz, agrupando a:
- Primera Zona Naval y Primera Flotilla con sede en Ciudad Madero, Tamaulipas.
- Tercera Zona Naval y Tercera Flotilla con sede en Coatzacoalcos, Veracruz.
- Primera Escuadrilla con sede en Veracruz, Veracruz, dependiente de la Tercera Zona Naval.

Tercera Región Naval y Séptima Escuadrilla con sede en Lerma, Campeche, agrupando a:
- Quinta Zona Naval y Tercera Escuadrilla con sede en Frontera, Tabasco.
- Séptima Zona Naval y Quinta Escuadrilla con sede en Ciudad del Carmen, Campeche.

Quinta Región Naval con sede en Isla Mujeres, Quintana Roo, agrupando a:
- Novena Zona Naval y Quinta Flotilla con sede en Yukalpetén, Yucatán.
- Decimoprimera Zona Naval y Decimoprimera Escuadrilla con sede en Chetumal, Quintana Roo.
- Sector Naval y Novena Escuadrilla, con sede en Cozumel, Quintana Roo.

#### Fuerza Naval del Pacífico
Segunda Región Naval y Segunda Flotilla con sede en Ensenada, Baja California, agrupando a:
- Segunda Zona Naval y Cuarta Escuadrilla con sede en La Paz, Baja California Sur.
- Sector Naval y Segunda Escuadrilla con sede en Puerto Cortés, Baja California Sur.

Cuarta Región Naval y Cuarta Flotilla con sede en Guaymas, Sonora, agrupando a:
- Cuarta Zona Naval y Sexta Flotilla con sede en Mazatlán, Sinaloa.

Sexta Región Naval y Octava Flotilla con sede en Manzanillo, Colima, agrupando a:
- Sexta Zona Naval con sede en San Blas, Nayarit.
- Octava Zona Naval y Sexta Escuadrilla con sede en Puerto Vallarta, Jalisco.
- Décima Zona Naval y Décima Flotilla con sede en Lázaro Cárdenas, Michoacán.

Octava Región Naval y Decimosegunda Flotilla con sede en Acapulco, Guerrero, agrupando a:
- Decimosegunda Zona Naval y Decimocuarta Flotilla con sede en Salina Cruz, Oaxaca.
- Decimocuarta Zona Naval y Octava Escuadrilla con sede en Puerto Chiapas, Chiapas.

Y un Cuartel General del Alto Mando con sede en la Ciudad de México.

### Integración
La Armada de México se compone de unidades organizadas y adiestradas para las operaciones navales, anfibias y aeronavales; está constituido por Cuerpos y Servicios. Los cuerpos son los componentes de la Armada mexicana cuya misión principal es el combate, el que será ejecutado por cada una de ellas en función de como combinen el armamento, la forma preponderante de desplazarse, su poder de choque y forma de trabajo. Los servicios son componentes de la Armada que tienen como misión principal, satisfacer necesidades de vida y operación, por medio del apoyo administrativo y logístico formando unidades organizadas, equipadas y adiestradas para el desarrollo de estas actividades.
| Cuerpos - 1. Cuerpo general. - 2. Infantería de marina. - 3. Aeronáutica Naval. - 4. Los que se considere crear por el Alto Mando | Servicios - 1. Administración e Intendencia Naval. - 2. Comunicaciones Navales. - 3. Del Medio Ambiente Marino. - 4. Docente Naval. - 5. Logística Naval. - 6. Ingenieros de la Armada. - 7. Justicia Naval. - 8. Meteorología Naval. - 9. Músicos Navales. - 10. Sanidad Naval. - 11. Trabajo Social Naval. - 12. Otros que sean necesarios a juicio del Alto Mando. |

### Construcción Naval
La Armada de México cuenta con cinco astilleros para la fabricación y reparación de sus unidades, estos son:
- En el Golfo de México
  - Astillero de Marina 1 (ASTIMAR 1) en Tampico, Tamaulipas
  - Astillero de Marina 3 (ASTIMAR 3) en Coatzacoalcos, Veracruz
- En el Océano Pacífico
  - Astillero de Marina 6 (ASTIMAR 6) en Guaymas, Sonora
  - Astillero de Marina 18 (ASTIMAR 18) en Acapulco, Guerrero
  - Astillero de Marina 20 (ASTIMAR 20) en Salina Cruz, Oaxaca

Otras Instalaciones:
- Centro de Reparación Naval Número 5 en Frontera, Tabasco.
- Centro de Reparación Naval Número 7 en Ciudad del Carmen, Campeche.
- Centro de Reparación Naval Número 11 en Chetumal, Quintana Roo.
- Centro de Reparación Naval Número 14 en Manzanillo, Colima.
- Arsenal Nacional Número 3 en San Juan de Ulúa, Veracruz.

### Grados
|               | Almirantes           | Almirantes | Almirantes    | Almirantes     | Capitanes        | Capitanes          | Capitanes          | Oficiales         | Oficiales           | Oficiales           | Oficiales                     | Cadetes y Alumnos | Cadetes y Alumnos | Clases          | Clases         | Clases                           | Marinería          |  |
| Pala Manguito |                      |            |               |                |                  |                    |                    |                   |                     |                     |                               |                   |                   |                 |                |                                  |                    |  |
| Grado         | Secretario de Marina | Almirante  | Vicealmirante | Contralmirante | Capitán de navío | Capitán de fragata | Capitán de corbeta | Teniente de navío | Teniente de fragata | Teniente de corbeta | Guardiamarina/ Primer maestre | Cadetes           | Alumnos           | Segundo maestre | Tercer maestre | Cabo de mar, de hornos, de cañón | Marinero, fogonero |  |

Los rangos en la Armada de México, de la misma forma que en el Ejército Mexicano y la Fuerza Aérea Mexicana se clasifican en 6 categorías que son: Almirantes, Capitanes, Oficiales, Cadetes y Alumnos, Clases y Marinería. La equivalencia de los rangos entre la Armada, la Fuerza Aérea y el Ejército de menor a mayor grado se distribuyen de la siguiente manera:
| Armada                       | Fuerza Aérea                      | Ejército                          |
| ---------------------------- | --------------------------------- | --------------------------------- |
| Marinero                     | Soldado                           | Soldado                           |
| Cabo                         | Cabo                              | Cabo                              |
| Tercer maestre               | Sargento segundo                  | Sargento segundo                  |
| Segundo maestre              | Sargento primero                  | Sargento primero                  |
| Alumno                       | Alumno                            | Alumno                            |
| Cadete                       | Cadete                            | Cadete                            |
| Primer maestre Guardiamarina | Subteniente                       | Subteniente                       |
| Teniente de corbeta          | Teniente                          | Teniente                          |
| Teniente de fragata          | Capitán segundo                   | Capitán segundo                   |
| Teniente de navío            | Capitán primero                   | Capitán primero                   |
| Capitán de corbeta           | Mayor                             | Mayor                             |
| Capitán de fragata           | Teniente coronel                  | Teniente coronel                  |
| Capitán de navío             | Coronel                           | Coronel                           |
| Contralmirante               | General de grupo                  | General brigadier                 |
| Vicealmirante                | General de ala                    | General de brigada                |
| Almirante                    | General de división               | General de división               |
| Secretario de Marina         | Secretario de la Defensa Nacional | Secretario de la Defensa Nacional |

## Sistema Educativo Naval
El Sistema Educativo Naval es el conjunto de instituciones académicas, formativas y de especialización administradas por la Marina-Armada de México. Tiene como propósito la divulgación, formación y aplicación de las ciencias y las artes en al ámbito; especialmente para satisfacer las necesidades de las unidades de servicio (ingenieros, sanidad, etc.) ajenas al campo formativo enteramente de la técnica y táctica naval, 
Este sistema es dirigido y accionado por la Secretaría de Marina a través de la Rectoría de la Universidad Naval, lo constituyen colegios, escuelas, centros de estudio y diversos cursos de aplicación, capacitación y perfeccionamiento.

#### Centro de Estudios Superiores Navales (CESNAV)
Tiene como función desarrollar los conocimientos superiores de orden naval, científico y marítimos generales, aquí se imparten el doctorado de Seguridad Nacional y las maestrías en Seguridad Nacional y en Seguridad de la Información, así como el diplomado de Estado Mayor y las especialidades en Mando Naval, Sistemas de Armas, Electrónica Naval, Análisis de Operaciones, Comunicaciones Navales y Logística Naval. Tiene un campus en la Ciudad de México.

#### Heroica Escuela Naval Militar
De acuerdo al Reglamento de la Heroica Escuela Naval Militar, es un establecimiento de educación naval tipo superior cuya misión es impartir estudios a nivel licenciatura que permita formar oficiales para la Armada de México, con los principios doctrinarios navales y los conocimientos y habilidades inherentes a la profesión naval militar.
Cuerpos
- 1) Cuerpo General - Ingeniero en sistemas navales
- 2) Infantería de Marina - Ingeniero hidrográfico
- 3) Piloto aviador - Ingeniero en aeronáutica naval

Servicios
- 4) Ingeniero en mecánica naval
- 5) Ingeniero en electrónica y comunicaciones navales
- 6) Ingeniero en logística

Se puede ingresar una vez terminado el Bachillerato. Al terminar los estudios se obtiene el grado de guardiamarina y, tras presentar examen profesional, teniente de corbeta y el título de ingeniería. Se ubica en el poblado de Antón Lizardo, a 32 km al sureste del puerto de Veracruz.

#### Escuela Médico Naval
Esta Escuela ofrece carrera de médico cirujano naval, se forman oficiales con conocimientos para la prevención y atención de la salud del personal naval. Al aprobar su examen profesional los graduados obtienen el grado naval militar de teniente de corbeta. Se encuentra en la Ciudad de México.

#### Centro de Formación y Capacitación de la Armada de México
Se ubica en el poblado de Antón Lizardo, a 32 km al sureste del puerto de Veracruz y está formado por:

##### Escuela de Enfermería
Aquí se imparte la Licenciatura en Enfermería Naval. Tiene una duración de ocho semestres. En esta Escuela se forman a los oficiales con los conocimientos y habilidades necesarios para que puedan asistir al personal médico en la atención a los pacientes de los hospitales, sanatorios, clínicas, secciones sanitarias en tierra, a bordo de los buques y en Centro Médico Naval.

##### Escuela de Intendencia Naval
Se forman oficiales técnicos del Servicio de Administración e Intendencia Naval (intendentes), preparándolos con los conocimientos inherentes a la administración, contabilidad y funciones auxiliares de la logística naval.

##### Escuela de Electrónica Naval
Se forman oficiales técnicos en el área de operación y mantenimiento de equipos y sistemas electrónicos de buques e instalaciones de la Armada.

##### Escuela de Mecánicos de Aviación
Se forman oficiales técnicos en el área de operación y mantenimiento de los motores de los diferentes equipos y aeronaves de la Armada de México. Se encuentra en el poblado de Las Bajadas (Veracruz).

##### Escuela de Mecánicos de Maquinaria Naval
Se forman oficiales técnicos en el área de operación y mantenimiento de los motores de las diferentes embarcaciones de la Armada de México. Se encuentra en la ciudad de Lázaro Cárdenas (Michoacán).

##### Escuela de Aviación Naval
Capacita a los pilotos de la Armada de México, así como a personal de la Policía Federal Preventiva y a miembros de las Armadas de distintos países de Centroamérica. Esta Escuela está localizada en La Paz (Baja California Sur).

##### Escuela de Búsqueda, Rescate y Buceo
Localizada en Acapulco, capacita a elementos de la Armada para actividades de búsqueda, rescate y buceo. También capacita a policías y bomberos.

## Servicio Militar Nacional Naval
El adiestramiento del Servicio Militar Nacional que se imparte en la Armada de México tiene como principal prioridad inducir en los jóvenes mexicanos en edad reglamentaria los valores cívicos–morales, que les permita una mejor integración a la sociedad, fomentar el nacionalismo y el respeto a los símbolos patrios.
Centros de Adiestramiento de Infantería de Marina del Servicio Militar Nacional:
- CAIMSMN 1 Cd. Madero, Tamps.
- CAIMSMN 2 Ensenada B.C.
- CAIMSMN 3 Veracruz, Ver.
- CAIMSMN 4 Guaymas, Son.
- CAIMSMN 5 Cd. del Carmen, Camp.
- CAIMSMN 6 Lázaro Cárdenas, Mich.
- CAIMSMN 7 Isla Mujeres Q.Roo.
- CAIMSMN 8 Acapulco, Gro.
- CAIMSMN 9 Tuxpan, Ver.
- CAIMSMN 10 Salina Cruz Oax.
- CAIMSMN 11 Coatzacoalcos, Ver.
- CAIMSMN 12 Mazatlán, Sin.
- CAIMSMN 14 Pto. Vallarta, Jal.
- CAIMSMN 15 Lerma Camp.
- CAIMSMN 16 Manzanillo, Col.
- CAIMSMN 17 Yukalpetén, Yuc.
- CAIMSMN 18 Pto. Chiapas, Chis.
- CAIMSMN 19 Chetumal, Q. Roo.
- CAIMSMN 20 Pto. Peñasco, Son.
- CAIMSMN 21 Matamoros, Tamps.
- CAIMSMN 22 La Paz, B.C.S.
- 1/ER.REGIMIENTO Ciudad de México

## Unidades Militares de la Armada de México

### Fuerza Naval de la Armada de México

#### Unidades de Superficie
Véase también:  Buques retirados de la Armada de México

##### Buques de Altamar, Vigilancia Oceánica y Costera
| Buque                                                   | Serial                                            | País de Origen                                    | Clase                                             | Notas                                                                                               | Imagen                                            |  |
| Patrulla Oceánica de Largo Alcance (Tipo Fragata)       | Patrulla Oceánica de Largo Alcance (Tipo Fragata) | Patrulla Oceánica de Largo Alcance (Tipo Fragata) | Patrulla Oceánica de Largo Alcance (Tipo Fragata) | Patrulla Oceánica de Largo Alcance (Tipo Fragata)                                                   | Patrulla Oceánica de Largo Alcance (Tipo Fragata) |  |
| Clase Reformador - (Clase SIGMA 10514)                  | Clase Reformador - (Clase SIGMA 10514)            | Clase Reformador - (Clase SIGMA 10514)            | Clase Reformador - (Clase SIGMA 10514)            | Clase Reformador - (Clase SIGMA 10514)                                                              | Clase Reformador - (Clase SIGMA 10514)            |  |
| ------------------------------------------------------- | ------------------------------------------------- | ------------------------------------------------- | ------------------------------------------------- | --------------------------------------------------------------------------------------------------- | ------------------------------------------------- |  |
| ARM Juárez                                              | POLA-101                                          | México Países Bajos                               | Juárez                                            | Botado y abanderado el 23 de noviembre de 2018. Alta en el servicio activo el 6 de febrero de 2020. | Clase "Benito Juárez"                             |  |
| Buques Patrulla Lanzamisiles                            |                                                   |                                                   |                                                   | |                                                   |  |
| Clase Huracán - (Clase Sa'ar 4.5)                       |                                                   |                                                   |                                                   | |                                                   |  |
| ARM Huracán                                             | A-301                                             | Israel                                            | Clase Huracán                                     | | Clase Huracán                                     |  |
| ARM Tormenta                                            | A-302                                             | Israel                                            | Clase Huracán                                     | | Clase Huracán                                     |  |
| Buques de Patrulla Oceánica                             |                                                   |                                                   |                                                   | |                                                   |  |
| Clase Valle - (Clase Auk)                               |                                                   |                                                   |                                                   | |                                                   |  |
| ARM Barreda                                             | PO-102                                            | Estados Unidos                                    | Clase Valle                                       | | Class Valle                                       |  |
| ARM Escobedo                                            | PO-103                                            | Estados Unidos                                    | Clase Valle                                       | | Class Valle                                       |  |
| ARM Doblado                                             | PO-104                                            | Estados Unidos                                    | Clase Valle                                       | | Class Valle                                       |  |
| ARM Santos                                              | PO-106                                            | Estados Unidos                                    | Clase Valle                                       | Convertido en un arrecife artificial en la playa de San Carlos, Mar de Cortés                       | Class Valle                                       |  |
| ARM Álvarez                                             | PO-108                                            | Estados Unidos                                    | Clase Valle                                       | | Class Valle                                       |  |
| ARM Zamora                                              | PO-109                                            | Estados Unidos                                    | Clase Valle                                       | | Class Valle                                       |  |
| ARM Farías                                              | PO-110                                            | Estados Unidos                                    | Clase Valle                                       | | Class Valle                                       |  |
| ARM Zarco                                               | PO-112                                            | Estados Unidos                                    | Clase Valle                                       | | Class Valle                                       |  |
| ARM Vallarta                                            | PO-113                                            | Estados Unidos                                    | Clase Valle                                       | | Class Valle                                       |  |
| ARM Ortega                                              | PO-114                                            | Estados Unidos                                    | Clase Valle                                       | | Class Valle                                       |  |
| ARM Matamoros                                           | PO-117                                            | Estados Unidos                                    | Clase Valle                                       | | Class Valle                                       |  |
| Clase Uribe                                             |                                                   |                                                   |                                                   | |                                                   |  |
| ARM Azueta                                              | PO-122                                            | España                                            | Clase Uribe                                       | |                                                   |  |
| ARM Baranda                                             | PO-123                                            | España                                            | Clase Uribe                                       | |                                                   |  |
| ARM Bretón                                              | PO-124                                            | España                                            | Clase Uribe                                       | |                                                   |  |
| ARM Blanco                                              | PO-125                                            | España                                            | Clase Uribe                                       | |                                                   |  |
| ARM Monasterio                                          | PO-126                                            | España                                            | Clase Uribe                                       | |                                                   |  |
| Clase Holzinger                                         |                                                   |                                                   |                                                   | |                                                   |  |
| ARM Holzinger                                           | PO-131                                            | México                                            | Clase Holzinger                                   | |                                                   |  |
| ARM Godínez                                             | PO-132                                            | México                                            | Clase Holzinger                                   | |                                                   |  |
| ARM De la Vega                                          | PO-133                                            | México                                            | Clase Holzinger                                   | |                                                   |  |
| ARM Berriozábal                                         | PO-134                                            | México                                            | Clase Holzinger                                   | |                                                   |  |
| Clase Sierra                                            |                                                   |                                                   |                                                   | |                                                   |  |
| ARM Sierra                                              | PO-141                                            | México                                            | Clase Sierra                                      | |                                                   |  |
| ARM Prieto                                              | PO-143                                            | México                                            | Clase Sierra                                      | |                                                   |  |
| ARM Romero                                              | PO-144                                            | México                                            | Clase Sierra                                      | |                                                   |  |
| Clase Durango                                           |                                                   |                                                   |                                                   | |                                                   |  |
| ARM Durango                                             | PO-151                                            | México                                            | Clase Durango                                     | | Class Durango                                     |  |
| ARM Sonora                                              | PO-152                                            | México                                            | Clase Durango                                     | | Class Durango                                     |  |
| ARM Guanajuato                                          | PO-153                                            | México                                            | Clase Durango                                     | | Class Durango                                     |  |
| ARM Veracruz                                            | PO-154                                            | México                                            | Clase Durango                                     | | Class Durango                                     |  |
| Clase Oaxaca                                            |                                                   |                                                   |                                                   | |                                                   |  |
| ARM Oaxaca                                              | PO-161                                            | México                                            | Clase Oaxaca                                      | | Oxaca Class Corvettes                             |  |
| ARM Baja California                                     | PO-162                                            | México                                            | Clase Oaxaca                                      | | Oxaca Class Corvettes                             |  |
| ARM Independencia                                       | PO-163                                            | México                                            | Clase Oaxaca                                      | | Oxaca Class Corvettes                             |  |
| ARM Revolución                                          | PO-164                                            | México                                            | Clase Oaxaca                                      | | Oxaca Class Corvettes                             |  |
| ARM Chiapas                                             | PO-165                                            | México                                            | Clase Oaxaca                                      | Abanderado el 23 de noviembre de 2016.                                                              | Oxaca Class Corvettes                             |  |
| ARM Hidalgo                                             | PO-166                                            | México                                            | Clase Oaxaca                                      | Abanderado el 24 de noviembre de 2017.                                                              | Oxaca Class Corvettes                             |  |
| ARM Jalisco                                             | PO-167                                            | México                                            | Clase Oaxaca                                      | Abanderado el 23 de noviembre de 2018.                                                              | Oxaca Class Corvettes                             |  |
| ARM Tabasco                                             | PO-168                                            | México                                            | Clase Oaxaca                                      | Botado el 20 de julio de 2019                                                                       | Oxaca Class Corvettes                             |  |
| Buques de Patrulla Costera                              |                                                   |                                                   |                                                   | |                                                   |  |
| Clase Azteca                                            |                                                   |                                                   |                                                   | |                                                   |  |
| ARM Córdova                                             | PC-202                                            | México                                            | Clase Azteca                                      | Baja del servicio activo en el 2012[cita requerida]                                                 | ARM Tamaulipas                                    |  |
| ARM De la Fuente                                        | PC-208                                            | México                                            | Clase Azteca                                      | | ARM Tamaulipas                                    |  |
| ARM Ramírez                                             | PC-210                                            | México                                            | Clase Azteca                                      | | ARM Tamaulipas                                    |  |
| ARM Mariscal                                            | PC-211                                            | México                                            | Clase Azteca                                      | | ARM Tamaulipas                                    |  |
| ARM Mújica                                              | PC-216                                            | México                                            | Clase Azteca                                      | | ARM Tamaulipas                                    |  |
| ARM Macías                                              | PC-220                                            | México                                            | Clase Azteca                                      | | ARM Tamaulipas                                    |  |
| ARM Tamaulipas                                          | PC-223                                            | México                                            | Clase Azteca                                      | | ARM Tamaulipas                                    |  |
| ARM Yucatán                                             | PC-224                                            | México                                            | Clase Azteca                                      | | ARM Tamaulipas                                    |  |
| ARM Tabasco                                             | PC-225                                            | México                                            | Clase Azteca                                      | | ARM Tamaulipas                                    |  |
| ARM Cochimite                                           | PC-226                                            | México                                            | Clase Azteca                                      | | ARM Tamaulipas                                    |  |
| Clase Demócrata                                         |                                                   |                                                   |                                                   | |                                                   |  |
| ARM Demócrata                                           | PC-241                                            | México                                            | Clase Demócrata                                   | |                                                   |  |
| ARM Madero                                              | PC-242                                            | México                                            | Clase Demócrata                                   | |                                                   |  |
| Clase Cabo                                              |                                                   |                                                   |                                                   | |                                                   |  |
| ARM Corrientes                                          | PC-271                                            | México                                            | Clase Cabo                                        | |                                                   |  |
| ARM Corzo                                               | PC-272                                            | México                                            | Clase Cabo                                        | |                                                   |  |
| ARM Catoche                                             | PC-272                                            | México                                            | Clase Cabo                                        | |                                                   |  |
| Clase Punta                                             |                                                   |                                                   |                                                   | |                                                   |  |
| ARM Morro                                               | PC-281                                            | México                                            | Clase Punta                                       | |                                                   |  |
| ARM Mastun                                              | PC-282                                            | México                                            | Clase Punta                                       | |                                                   |  |
| Clase Tenochtitlan                                      |                                                   |                                                   |                                                   | |                                                   |  |
| ARM Tenochtitlán                                        | PC-331                                            | México                                            | Clase Tenochtitlan                                | | ARM Teotihuacán                                   |  |
| ARM Teotihuacán                                         | PC-332                                            | México                                            | Clase Tenochtitlan                                | | ARM Teotihuacán                                   |  |
| ARM Palenque                                            | PC-333                                            | México                                            | Clase Tenochtitlan                                | Botado el 1 de marzo de 2014.                                                                       | ARM Teotihuacán                                   |  |
| ARM Mitla                                               | PC-334                                            | México                                            | Clase Tenochtitlan                                | Botado el 29 de mayo de 2014.                                                                       | ARM Teotihuacán                                   |  |
| ARM Uxmal                                               | PC-335                                            | México                                            | Clase Tenochtitlan                                | Botado el 19 de marzo de 2015.                                                                      | ARM Teotihuacán                                   |  |
| ARM Tajín                                               | PC-336                                            | México                                            | Clase Tenochtitlan                                | Botado el 12 de junio del 2015.                                                                     | ARM Teotihuacán                                   |  |
| ARM Tulum                                               | PC-337                                            | México                                            | Clase Tenochtitlan                                | Botado el 11 de febrero del 2016.                                                                   | ARM Teotihuacán                                   |  |
| ARM Monte Albán                                         | PC-338                                            | México                                            | Clase Tenochtitlan                                | Botado el 11 de julio del 2016.                                                                     | ARM Teotihuacán                                   |  |
| ARM Bonampak                                            | PC-339                                            | México                                            | Clase Tenochtitlan                                | Botada el 12 de enero del 2017.                                                                     | ARM Teotihuacán                                   |  |
| ARM Chichen Itzá                                        | PC-340                                            | México                                            | Clase Tenochtitlan                                | Botada el 27 de junio de 2017.                                                                      | ARM Teotihuacán                                   |  |
| Buques de Asalto Anfibio                                |                                                   |                                                   |                                                   | |                                                   |  |
| Clase Papaloapan - (Clase Newport)                      |                                                   |                                                   |                                                   | |                                                   |  |
| ARM Papaloapan                                          | A-411                                             | Estados Unidos                                    | Clase Papaloapan                                  | | Class Papaloapan Amphibious assault ship          |  |
| ARM Usumacinta                                          | A-412                                             | Estados Unidos                                    | Clase Papaloapan                                  | | Class Papaloapan Amphibious assault ship          |  |
| Buques de Apoyo Logístico (Tipo Landing Ship Tank, LST) |                                                   |                                                   |                                                   | |                                                   |  |
| Clase Montes Azules                                     |                                                   |                                                   |                                                   | |                                                   |  |
| ARM Montes Azules                                       | BAL-01                                            | México                                            | Clase Montes Azules                               | | Class Montes Azulez Logistical support            |  |
| ARM Libertador                                          | BAL-02                                            | México                                            | Clase Montes Azules                               | | Class Montes Azulez Logistical support            |  |
| Buques de Apoyo Logístico Aprovisionamiento Insular     |                                                   |                                                   |                                                   | |                                                   |  |
| ARM Isla Madre                                          | BAL-11                                            | México                                            |                                                   | Abanderado el 23 de noviembre del 2016.                                                             |                                                   |  |

##### Patrulla Interceptora
| Buque                                                                           | Serial                                                                          | País de Origen                                                                  | Clase                                                                           |                                                                                 | Buque                                                                           | Serial                                                                          | País de Origen                                                                  | Clase                                                                           |
| Patrulla Interceptora                                                           | Patrulla Interceptora                                                           | Patrulla Interceptora                                                           | Patrulla Interceptora                                                           | Patrulla Interceptora                                                           | Patrulla Interceptora                                                           | Patrulla Interceptora                                                           | Patrulla Interceptora                                                           | Patrulla Interceptora                                                           |
| Clase Polaris (Stridsbåt 90) Modificada para México con licencia de Fabricación | Clase Polaris (Stridsbåt 90) Modificada para México con licencia de Fabricación | Clase Polaris (Stridsbåt 90) Modificada para México con licencia de Fabricación | Clase Polaris (Stridsbåt 90) Modificada para México con licencia de Fabricación | Clase Polaris (Stridsbåt 90) Modificada para México con licencia de Fabricación | Clase Polaris (Stridsbåt 90) Modificada para México con licencia de Fabricación | Clase Polaris (Stridsbåt 90) Modificada para México con licencia de Fabricación | Clase Polaris (Stridsbåt 90) Modificada para México con licencia de Fabricación | Clase Polaris (Stridsbåt 90) Modificada para México con licencia de Fabricación |
| ------------------------------------------------------------------------------- | ------------------------------------------------------------------------------- | ------------------------------------------------------------------------------- | ------------------------------------------------------------------------------- | ------------------------------------------------------------------------------- | ------------------------------------------------------------------------------- | ------------------------------------------------------------------------------- | ------------------------------------------------------------------------------- | ------------------------------------------------------------------------------- |
| ARM Polaris                                                                     | PI-1101                                                                         | Suecia                                                                          | Clase Polaris                                                                   |                                                                                 | ARM Peacock                                                                     | PI-1125                                                                         | Suecia                                                                          | Clase Polaris                                                                   |
| ARM Sirius                                                                      | PI-1102                                                                         | Suecia                                                                          | Clase Polaris                                                                   | ARM Betelgeuse                                                                  | PI-1126                                                                         | Suecia                                                                          | Clase Polaris                                                                   |                                                                                 |
| ARM Capella                                                                     | PI-1103                                                                         | Suecia                                                                          | Clase Polaris                                                                   | ARM Adhara                                                                      | PI-1127                                                                         | Suecia                                                                          | Clase Polaris                                                                   |                                                                                 |
| ARM Canopus                                                                     | PI-1104                                                                         | Suecia                                                                          | Clase Polaris                                                                   | ARM Alioth                                                                      | PI-1128                                                                         | Suecia                                                                          | Clase Polaris                                                                   |                                                                                 |
| ARM Vega                                                                        | PI-1105                                                                         | Suecia                                                                          | Clase Polaris                                                                   | ARM Rosalhague                                                                  | PI-1129                                                                         | Suecia                                                                          | Clase Polaris                                                                   |                                                                                 |
| ARM Achernar                                                                    | PI-1106                                                                         | Suecia                                                                          | Clase Polaris                                                                   | ARM Nunki                                                                       | PI-1130                                                                         | Suecia                                                                          | Clase Polaris                                                                   |                                                                                 |
| ARM Rigel                                                                       | PI-1107                                                                         | Suecia                                                                          | Clase Polaris                                                                   | ARM Hamal                                                                       | PI-1131                                                                         | Suecia                                                                          | Clase Polaris                                                                   |                                                                                 |
| ARM Arturus                                                                     | PI-1108                                                                         | Suecia                                                                          | Clase Polaris                                                                   | ARM Suhail                                                                      | PI-1132                                                                         | Suecia                                                                          | Clase Polaris                                                                   |                                                                                 |
| ARM Alpheratz                                                                   | PI-1109                                                                         | Suecia                                                                          | Clase Polaris                                                                   | ARM Dubhe                                                                       | PI-1133                                                                         | Suecia                                                                          | Clase Polaris                                                                   |                                                                                 |
| ARM Procyon                                                                     | PI-1110                                                                         | Suecia                                                                          | Clase Polaris                                                                   | ARM Denebola                                                                    | PI-1134                                                                         | Suecia                                                                          | Clase Polaris                                                                   |                                                                                 |
| ARM Avyor                                                                       | PI-1111                                                                         | Suecia                                                                          | Clase Polaris                                                                   | ARM Alkaid                                                                      | PI-1135                                                                         | Suecia                                                                          | Clase Polaris                                                                   |                                                                                 |
| ARM Deben                                                                       | PI-1112                                                                         | Suecia                                                                          | Clase Polaris                                                                   | ARM Alpheca                                                                     | PI-1136                                                                         | Suecia                                                                          | Clase Polaris                                                                   |                                                                                 |
| ARM Fomalhuat                                                                   | PI-1113                                                                         | Suecia                                                                          | Clase Polaris                                                                   | ARM Eltanin                                                                     | PI-1137                                                                         | Suecia                                                                          | Clase Polaris                                                                   |                                                                                 |
| ARM Pollux                                                                      | PI-1114                                                                         | Suecia                                                                          | Clase Polaris                                                                   | ARM Cochab                                                                      | PI-1138                                                                         | Suecia                                                                          | Clase Polaris                                                                   |                                                                                 |
| ARM Regulus                                                                     | PI-1115                                                                         | Suecia                                                                          | Clase Polaris                                                                   | ARM Enif                                                                        | PI-1139                                                                         | Suecia                                                                          | Clase Polaris                                                                   |                                                                                 |
| ARM Acrux                                                                       | PI-1116                                                                         | Suecia                                                                          | Clase Polaris                                                                   | ARM Shedar                                                                      | PI-1140                                                                         | Suecia                                                                          | Clase Polaris                                                                   |                                                                                 |
| ARM Spica                                                                       | PI-1117                                                                         | Suecia                                                                          | Clase Polaris                                                                   | ARM Markab                                                                      | PI-1141                                                                         | México                                                                          | Clase Polaris                                                                   |                                                                                 |
| ARM Hadar                                                                       | PI-1118                                                                         | Suecia                                                                          | Clase Polaris                                                                   | ARM Megrez                                                                      | PI-1142                                                                         | México                                                                          | Clase Polaris                                                                   |                                                                                 |
| ARM Shaula                                                                      | PI-1119                                                                         | Suecia                                                                          | Clase Polaris                                                                   | ARM Mizar                                                                       | PI-1143                                                                         | México                                                                          | Clase Polaris                                                                   |                                                                                 |
| ARM Mirfak                                                                      | PI-1120                                                                         | Suecia                                                                          | Clase Polaris                                                                   | ARM Phekda                                                                      | PI-1144                                                                         | México                                                                          | Clase Polaris                                                                   |                                                                                 |
| ARM Ankaa                                                                       | PI-1121                                                                         | Suecia                                                                          | Clase Polaris                                                                   | ARM Acamar                                                                      | PI-1145                                                                         | México                                                                          | Clase Polaris                                                                   |                                                                                 |
| ARM Bellatrix                                                                   | PI-1122                                                                         | Suecia                                                                          | Clase Polaris                                                                   | ARM Diphda                                                                      | PI-1146                                                                         | México                                                                          | Clase Polaris                                                                   |                                                                                 |
| ARM Armelnath                                                                   | PI-1123                                                                         | Suecia                                                                          | Clase Polaris                                                                   | ARM Menkar                                                                      | PI-1147                                                                         | México                                                                          | Clase Polaris                                                                   |                                                                                 |
| ARM Alnilan                                                                     | PI-1124                                                                         | Suecia                                                                          | Clase Polaris                                                                   | ARM Sabik                                                                       | PI-1148                                                                         | México                                                                          | Clase Polaris                                                                   |                                                                                 |
| Clase Isla                                                                      | Clase Isla                                                                      | Clase Isla                                                                      | Clase Isla                                                                      | Clase Polaris II                                                                | Clase Polaris II                                                                | Clase Polaris II                                                                | Clase Polaris II                                                                |                                                                                 |
| ARM Coronado                                                                    | PI-1201                                                                         | México                                                                          | Clase Isla-Baja 2012                                                            | ARM Miaplacidus                                                                 | PI-1401                                                                         | México                                                                          | Clase Polaris II                                                                |                                                                                 |
| ARM Lobos                                                                       | PI-1202                                                                         | México                                                                          | Clase Isla-Baja 2012                                                            | ARM Algol                                                                       | PI-1402                                                                         | México                                                                          | Clase Polaris II                                                                |                                                                                 |
| ARM Guadalupe                                                                   | PI-1203                                                                         | México                                                                          | Clase Isla-Baja 2012                                                            | ARM Castor                                                                      | PI-1403                                                                         | México                                                                          | Clase Polaris II                                                                |                                                                                 |
| ARM Cozumel                                                                     | PI-1204                                                                         | México                                                                          | Clase Isla-Baja 2012                                                            | ARM Merak                                                                       | PI-1404                                                                         | México                                                                          | Clase Polaris II                                                                |                                                                                 |
| Clase Acuario                                                                   | Clase Acuario                                                                   | Clase Acuario                                                                   | Clase Acuario                                                                   | ARM Caph                                                                        | PI-1405                                                                         | México                                                                          | Clase Polaris II                                                                |                                                                                 |
| ARM Acuario                                                                     | PI-1301                                                                         | México                                                                          | Clase Acuario                                                                   | ARM Mirach                                                                      | PI-1406                                                                         | México                                                                          | Clase Polaris II                                                                |                                                                                 |
| ARM Águila                                                                      | PI-1302                                                                         | México                                                                          | Clase Acuario                                                                   | ARM Alhena                                                                      | PI-1407                                                                         | México                                                                          | Clase Polaris II                                                                |                                                                                 |
| ARM Aries                                                                       | PI-1303                                                                         | México                                                                          | Clase Acuario                                                                   | ARM Saiph                                                                       | PI-1408                                                                         | México                                                                          | Clase Polaris II                                                                |                                                                                 |
| ARM Auriga                                                                      | PI-1304                                                                         | México                                                                          | Clase Acuario                                                                   | ARM                                                                             | PI-1409                                                                         | México                                                                          | Clase Polaris II                                                                |                                                                                 |
| ARM Cáncer                                                                      | PI-1305                                                                         | México                                                                          | Clase Acuario                                                                   | ARM Albireo                                                                     | PI-1410                                                                         | México                                                                          | Clase Polaris II                                                                |                                                                                 |
| ARM Capricornio                                                                 | PI-1306                                                                         | México                                                                          | Clase Acuario                                                                   | ARM Alnitak                                                                     | PI-1411                                                                         | México                                                                          | Clase Polaris II                                                                |                                                                                 |
| Clase Acuario B                                                                 | Clase Acuario B                                                                 | Clase Acuario B                                                                 | Clase Acuario B                                                                 | ARM Mintaka                                                                     | PI-1412                                                                         | México                                                                          | Clase Polaris II                                                                |                                                                                 |
| ARM Centauro                                                                    | PI-1307                                                                         | México                                                                          | Clase Acuario B                                                                 | ARM Alfirk                                                                      | PI-1413                                                                         | México                                                                          | Clase Polaris II                                                                |                                                                                 |
| ARM Géminis                                                                     | PI-1308                                                                         | México                                                                          | Clase Acuario B                                                                 | ARM Alderamin                                                                   | PI-1414                                                                         | México                                                                          | Clase Polaris II                                                                |                                                                                 |
|                                                                                 |                                                                                 |                                                                                 |                                                                                 | ARM Menkalinan                                                                  | PI-1415                                                                         | México                                                                          | Clase Polaris II                                                                |                                                                                 |
|                                                                                 |                                                                                 |                                                                                 |                                                                                 | ARM Circini                                                                     | PI-1416                                                                         | México                                                                          | Clase Polaris II                                                                |                                                                                 |
|                                                                                 |                                                                                 |                                                                                 |                                                                                 | ARM Gienah                                                                      | PI-1417                                                                         | México                                                                          | Clase Polaris II                                                                |                                                                                 |

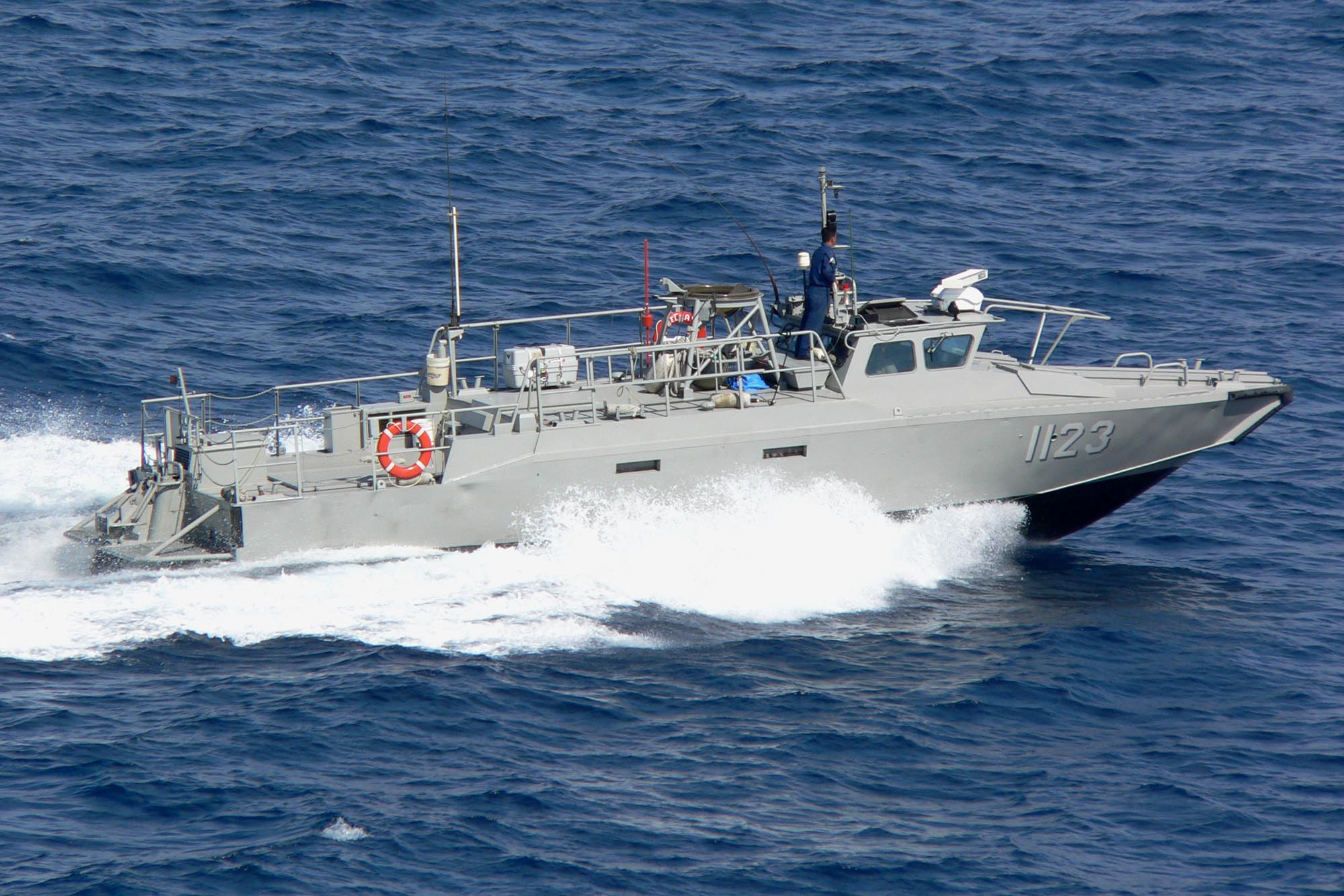
Patrulla interceptora clase Polaris.
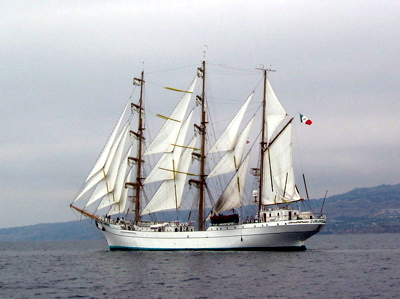
ARM Cuauhtémoc.

##### Buques Escuela e Investigación
| Buque                                       | Serial                         | País de Origen                 | Clase                          | Notas |
| Buques Escuela e Investigación              | Buques Escuela e Investigación | Buques Escuela e Investigación | Buques Escuela e Investigación | Buques Escuela e Investigación |
| Escuela                                     | Escuela                        | Escuela                        | Escuela                        | Escuela |
| ------------------------------------------- | ------------------------------ | ------------------------------ | ------------------------------ | --- |
| ARM Cuauhtémoc                              | BE-01                          | España                         |                                | El Buque Escuela Cuauhtémoc inicia crucero de instrucción el 6 de febrero de 2017 "Centenario de la Constitución", el cual tuvo una duración de 289 días. Tocó 15 puertos de 13 países alrededor del mundo, dirigiéndose con el itinerario que comprende los puertos de: Acapulco, Guerrero; Balboa, Panamá; Boston, MA. EE.UU; Huelva, España; Barcelona, España; Civitavecchia, Italia; Creta, Grecia; Port Said, Egipto; Mumbai, India; Singapur, Singapur; Manila, Filipinas; Shanghái, China; Busan, Corea del Sur; Kobe, Japón; Honolulu, Hawái, EE.UU; Los Ángeles, CA. EE.UU; para finalmente arribar al Puerto de Acapulco, Guerrero, México. |
| Investigación, Clase Humboldt               |                                |                                |                                | |
| ARM Humboldt                                | BI-01                          | Estados Unidos                 | Clase Humboldt                 | |
| ARM Onjuku                                  | BI-02                          |                                | Clase Humboldt                 | |
| ARM Altair                                  | BI-03                          | Estados Unidos                 | Clase Humboldt                 | |
| ARM Antares                                 | BI-04                          |                                | Clase Humboldt                 | |
| ARM Suchiate                                | BI-05                          |                                | Clase Humboldt                 | |
| ARM Hondo                                   | BI-06                          |                                | Clase Humboldt                 | |
| ARM Moctezuma II                            | BI-07                          |                                | Clase Humboldt                 | |
| ARM Alacrán                                 | BI-08                          |                                | Clase Humboldt                 | |
| ARM Rizo                                    | BI-09                          |                                | Clase Humboldt                 | |
| ARM Cabezo                                  | BI-10                          |                                | Clase Humboldt                 | |
| ARM De Adentro                              | BI-11                          |                                | Clase Humboldt                 | |
| Investigación, Clase Tuxpan                 |                                |                                |                                | |
| ARM Río Tuxpan                              | BI-12                          | Estados Unidos                 | Clase Río Tuxpan               | Construido por Marietta Manufacturing Company y botado en 1962 como USC&GS Whiting (CSS 29), y transferido en donación por el Gobierno de los Estados Unidos, Causando alta en 2005. |
| Buques SAR                                  |                                |                                |                                | |
| Navíos de Rescate Motor Life Boat (6)       |                                | Estados Unidos                 |                                | |
| Embarcación de Rescate “Safe Boat Defender” |                                | Estados Unidos                 | Clase Defender FC-33           | 12 entregadas de 17. Serán usadas para la inspección y vigilancia de las áreas naturales protegidas, así como del efectivo cumplimiento y observancia de la legislación ambiental para prevenir y evitar los efectos negativos al medio ambiente y recursos naturales. |

##### Buques Auxiliares
| Buque              | Serial            | País de Origen    |                   | Buque             | Serial            | País de Origen    |
| Buques Auxiliares  | Buques Auxiliares | Buques Auxiliares | Buques Auxiliares | Buques Auxiliares | Buques Auxiliares | Buques Auxiliares |
| ------------------ | ----------------- | ----------------- | ----------------- | ----------------- | ----------------- | ----------------- |
| Tanque             | Tanque            | Tanque            |                   | Draga             | Draga             | Draga             |
| ARM Aguascalientes | ATQ-01            |                   | ARM Banderas      | ADR-01            | México            |                   |
| ARM Tlaxcala       | ATQ-02            |                   | ARM Magdalena     | ADR-02            |                   |                   |
| Multipropósitos    | Multipropósitos   | Multipropósitos   | ARM Kino          | ADR-03            |                   |                   |
| ARM Huasteco       | AMP-01            | México            | ARM Yavaros       | ADR-04            |                   |                   |
| ARM Zapoteco       | AMP-02            | México            | ARM Chamela       | ADR-05            |                   |                   |
| Transporte         | ARM Tepoca        | ADR-06            |                   |                   |                   |                   |
| ARM Maya           | ATR-01            |                   | ARM Todo Santos   | ADR-07            |                   |                   |
| ARM Tarasco        | ATR-03            |                   | ARM Asunción      | ADR-08            |                   |                   |
| Remolcador         | ARM Almejas       | ADR-09            |                   |                   |                   |                   |
| ARM Otomí          | ARE-01            |                   | ARM Chacahua      | ADR-10            |                   |                   |
| ARM Yaqui          | ARE-02            |                   | ARM Coyuca        | ADR-11            |                   |                   |
| ARM Seri           | ARE-03            |                   | ARM Farallón      | ADR-12            |                   |                   |
| ARM Cora           | ARE-04            |                   | ARM Chairel       | ADR-13            |                   |                   |
| ARM Iztlaccíhuatl  | ARE-05            |                   | ARM San Andrés    | ADR-14            |                   |                   |
| ARM Popocatépetl   | ARE-06            |                   | ARM San Ignacio   | ADR-15            |                   |                   |
| ARM Citlatépetl    | ARE-07            |                   | ARM Términos      | ADR-16            |                   |                   |
| ARM Xinantécatl    | ARE-08            |                   | ARM Teculapa      | ADR-17            |                   |                   |
| ARM Matlalcueye    | ARE-09            |                   |                   |                   |                   |                   |
| ARM Tláloc         | ARE-10            |                   |                   |                   |                   |                   |

##### Buques SAR y embarcaciones pequeñas

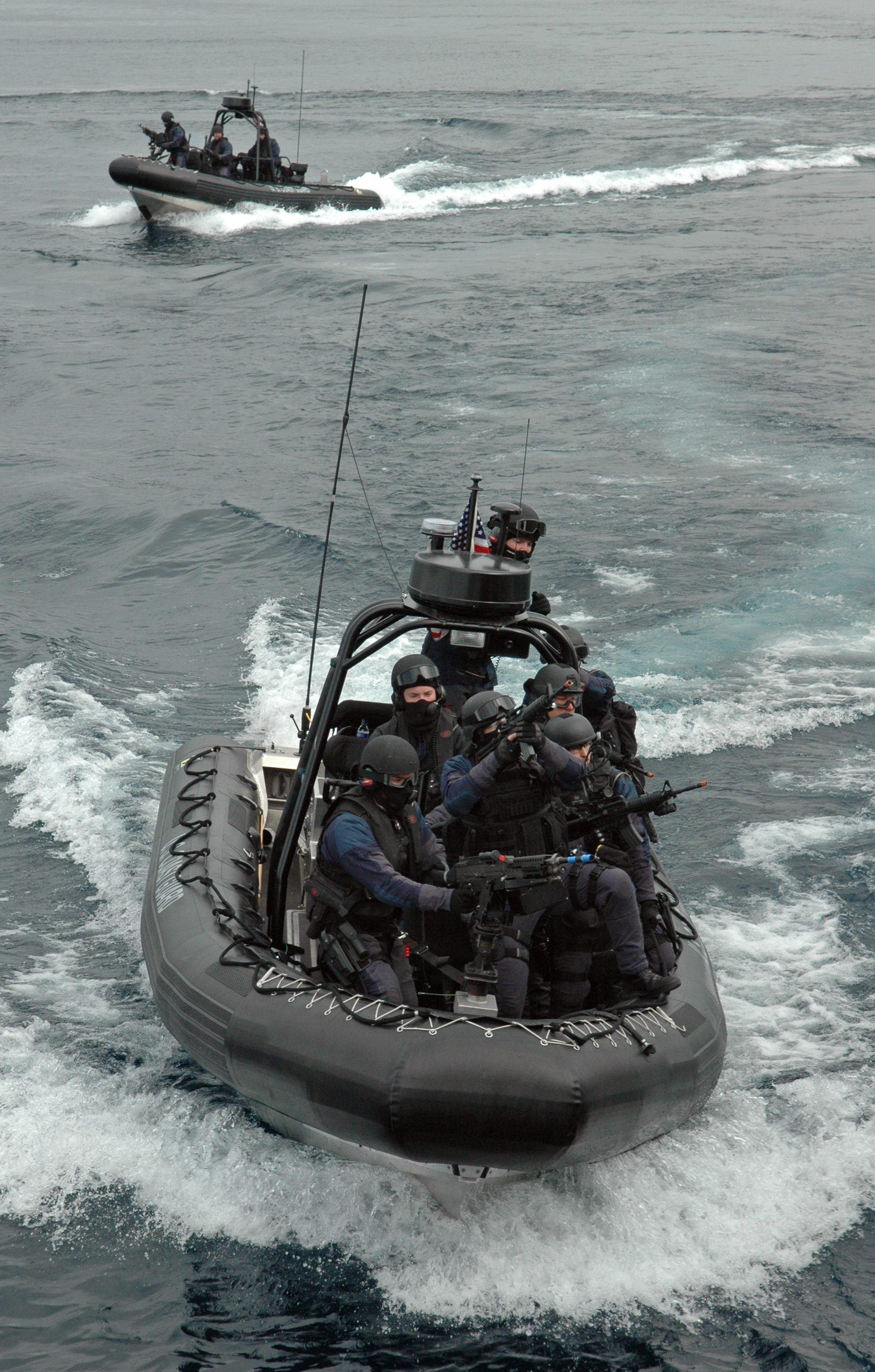

###### Navíos de Rescate Motor Life Boat

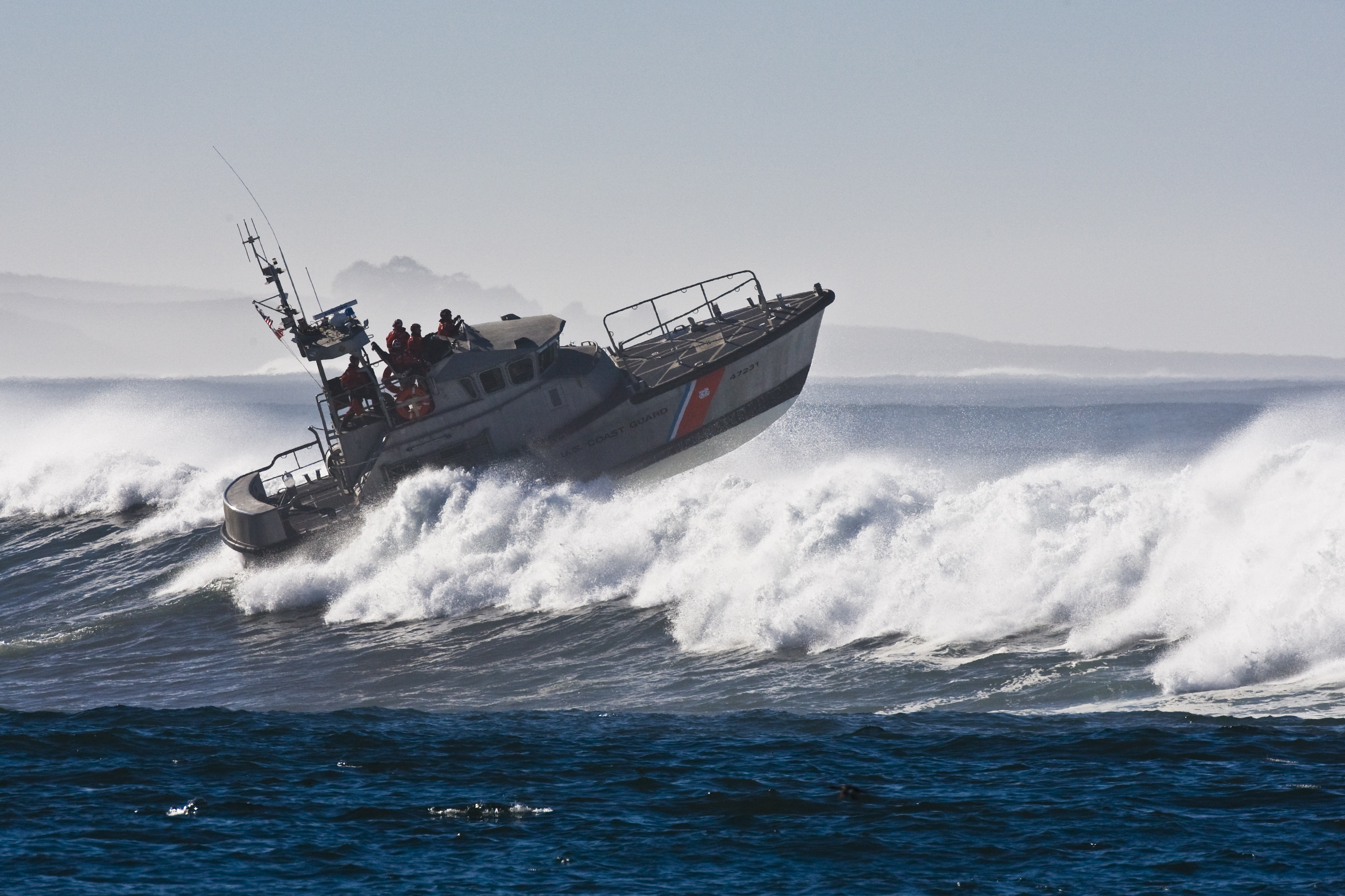

Está diseñado para resistir los vientos huracanados y mares pesados, capaces de sobrevivir a los vientos de hasta 60 nudos (110 km / h), rompiendo olas de hasta 6 metros y los impactos hasta 3 G. Si el barco debe zozobrar, se auto endereza en menos de diez segundos, con todo el equipo totalmente funcional

###### Embarcación de Rescate “Safe Boat Defender”

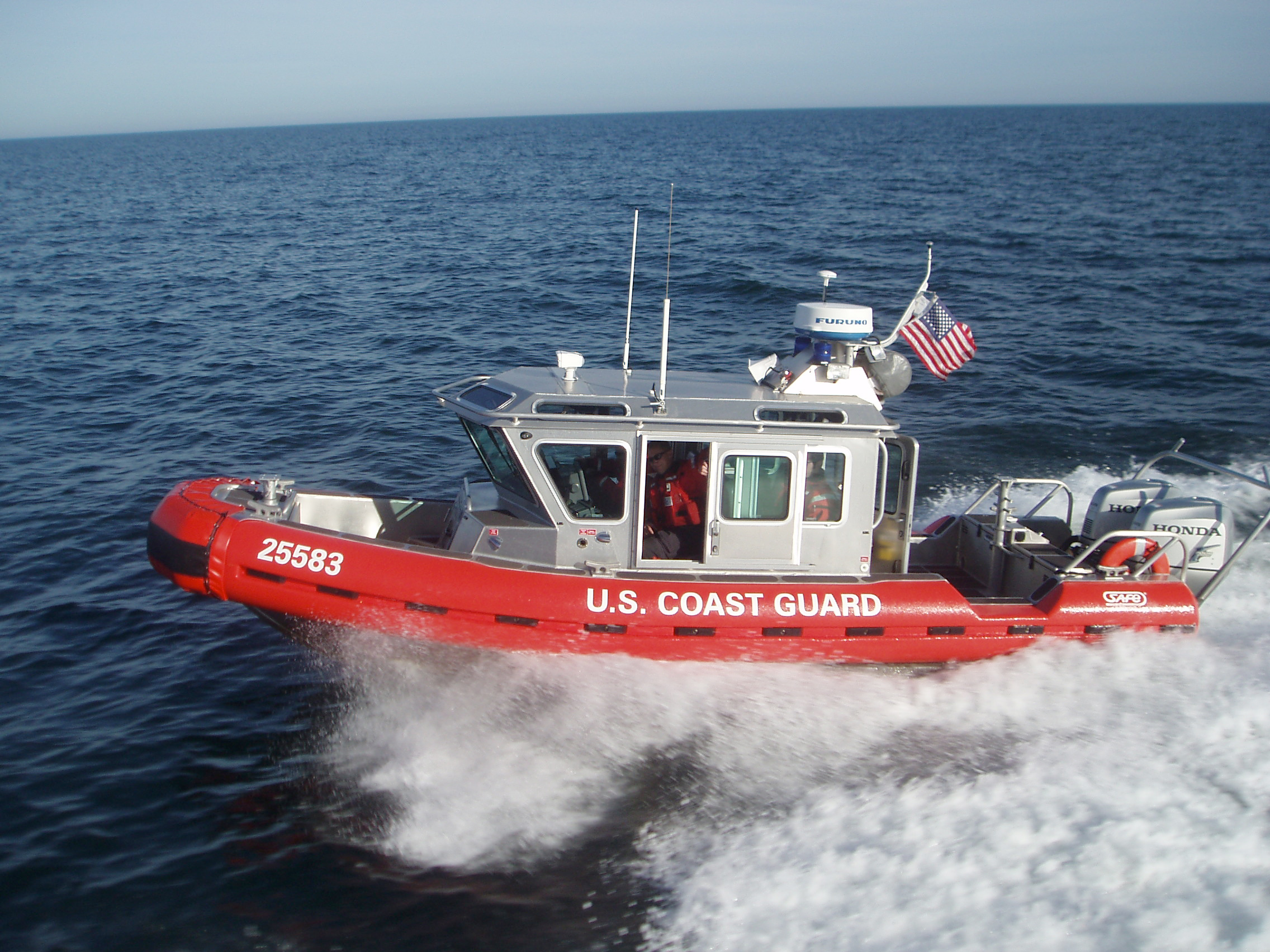

La Clase Defender, también llamada Barco Respuesta, sirve una gran variedad de misiones, incluyendo búsqueda y rescate, seguridad portuaria y deberes policiales.
La longitud del diseño del casco es de 25 pies y el barco se conoce oficialmente como tal. Sin embargo, la longitud total con motores montados es de aproximadamente 29 pies (8,8 m). Desarrollado por 225 caballos de fuerza (168 kW) gemelos motores fuera de borda, que son capaces de alcanzar velocidades superiores a los 46 nudos (85 km / h) y tienen un rango de 150 hasta 175 millas náuticas (324 km), en función de la clase. El barco requiere una tripulación mínima de dos personas, pero tiene una capacidad de carga para 10 personas. El barco es fácilmente transportado por un C-130 Hércules aeronave o camión.

###### Embarcación de casco semi rígido
Empleado por distintas unidades de la armada de México, son lanchas multipropósito, rescate, búsqueda, vigilancia etc.

##### Resumen
- En total, la Armada de México tiene 208 barcos de Operaciones.[59]

#### Unidades Aeronavales
Véase también: Aeronaves de la Fuerza Aérea Mexicana.
Véase también: Aviación Naval Mexicana.

##### Aviones
| Aeronave                                  | Origen          | Tipo                                      | Versión           | En servicio   | Notas | Imagen        |
| Ataque Ligero                             | Ataque Ligero   | Ataque Ligero                             | Ataque Ligero     | Ataque Ligero | Ataque Ligero | Ataque Ligero |
| ----------------------------------------- | --------------- | ----------------------------------------- | ----------------- | ------------- | --- | ------------- |
| Beechcraft T-6 Texan II                   | Estados Unidos  | Ataque ligero y Entrenamiento             | T-6C+             | 14            | Unidades entregadas. |               |
| Entrenamiento                             |                 |                                           |                   |               | |               |
| Zlín Z-242                                | República Checa | Entrenamiento                             | Z-242L            | 27            | Matrículas Anx-1401 a Anx-1427 |               |
| Transporte Táctico y Transporte Ejecutivo |                 |                                           |                   |               | |               |
| CASA C-295                                | España          | Transporte                                | C295M C295W       | 4 2           | Matrículas Anx-1250 a Anx-1255 |               |
| Bombardier Dash 8                         | Canadá          | Transporte                                | DH-8              | 1             | Matrícula Anx-1230 |               |
| Gulfstream IV                             | Estados Unidos  | Transporte vip                            | G450              | 1             | |               |
| Gulfstream V                              | Estados Unidos  | Transporte vip                            | G550              | 1             | Matrícula Anx-1207 |               |
| Bombardier Challenger                     | Canadá          | Transporte vip                            | Challenger 605    | 1             | Matrícula Anx-1208 |               |
| Reconocimiento / Vigilancia Marítima      |                 |                                           |                   |               | |               |
| CASA                                      | España          | Vigilancia Marítima                       | CN-235            | 6             | Matrículas Anx-1120 a Anx-1125, equipados con el sistema FITS                                                                                  |               |
| Beechcraft                                | Estados Unidos  | Vigilancia Marítima                       | King Air 350ER    | 8             | Diferentes versiones de vigilancia aérea y transporte de personal. Una de ellas transferida por la Procuraduría General de la República (PGR). |               |
| Diamond DA42                              | Austria         | Inteligencia, Vigilancia Y Reconocimiento | DA42 MPP Guardián | 5             | |               |
| Zlín Z-143 Lsi                            | República Checa | Vigilancia Marítima                       | Z-143 Lsi         | 2             | |               |
| Vehículos Aéreos No Tripulados (UAV)      |                 |                                           |                   |               | |               |
| Arcturus T-20                             | Estados Unidos  | Inteligencia, Vigilancia Y Reconocimiento | T-20 Jump EO/IR   | 3             | |               |

##### Helicópteros
| Aeronave                      | Origen         | Tipo                         | Versión                       | En servicio | Notas | Imagen |
| ----------------------------- | -------------- | ---------------------------- | ----------------------------- | ----------- | --- | ------ |
| Airbus Helicopters            | Unión Europea  | Vigilancia                   | Bölkow Bo 105                 | 11          | Operan desde embarcaciones. Vigilancia Marítima y Apoyo Aéreo. |        |
| Sikorsky Aircraft Corporation | Estados Unidos | SAR y Operaciones Especiales | UH-60M                        | 9           | 10 UH-60M Se realizó un pedido de un simulador de vuelo con un contrato de la FMS para estarse entregando en septiembre del 2018. |        |
| NHIndustries                  | Unión Europea  | SAR, ASW Y ASuW              | NH90 NFH                      | 2           | Mediante el proyecto “Adquisición de helicópteros para Operaciones Embarcadas de Largo Alcance” la Coordinadora General de Aeronáutica Naval está proponiendo la adquisición de dos helicópteros NH90 NFH para operaciones embarcadas de largo alcance a bordo de la Patrulla Oceánica de Largo Alcance. |        |
| Airbus Helicopters            | Unión Europea  | Transporte                   | Eurocopter EC725 Super Cougar | 3           | Uno entregado diciembre de 2016. |        |
| Eurocopter Fennec             | Unión Europea  | Multipropósito               | AS555AF                       | 2           | En fase de reemplazo |        |
| Airbus Helicopters            | Unión Europea  | SAR y Operaciones Especiales | Panther                       | 13          | Entregadas todas las unidades. |        |
| Mil                           | Rusia          | Transporte y Ataque ligero   | Mi-17                         | 22          | 21 Mi171v y 7 Mi17v5 |        |
| MD Explorer                   | Estados Unidos | utilitario                   |                               | 6           | |        |
| AgustaWestland                | Italia         | Transporte vip               | AW109SP                       | 1           | Matrícula Anx-2250 |        |
| Schweizer                     | Estados Unidos | Entrenamiento                | 300C                          | 3           | |        |
| Schweizer                     | Estados Unidos | Entrenamiento                | S333                          | 10          | . |        |

#### Infantería de Marina
El Cuerpo de Infantería de Marina, es el cuerpo de marinos y fuerzas anfibias de la Armada de México.
La principal tarea del cuerpo de infantería es la de garantizar la seguridad marítima de las costas y puertos mexicanos, en contra de cualquier amenaza interna o externa. Para llevar a cabo esta labor, el cuerpo está entrenado y equipado para realizar cualquier tipo de operación necesaria ya sea en el mar, en la tierra o en el aire.

##### Su misión

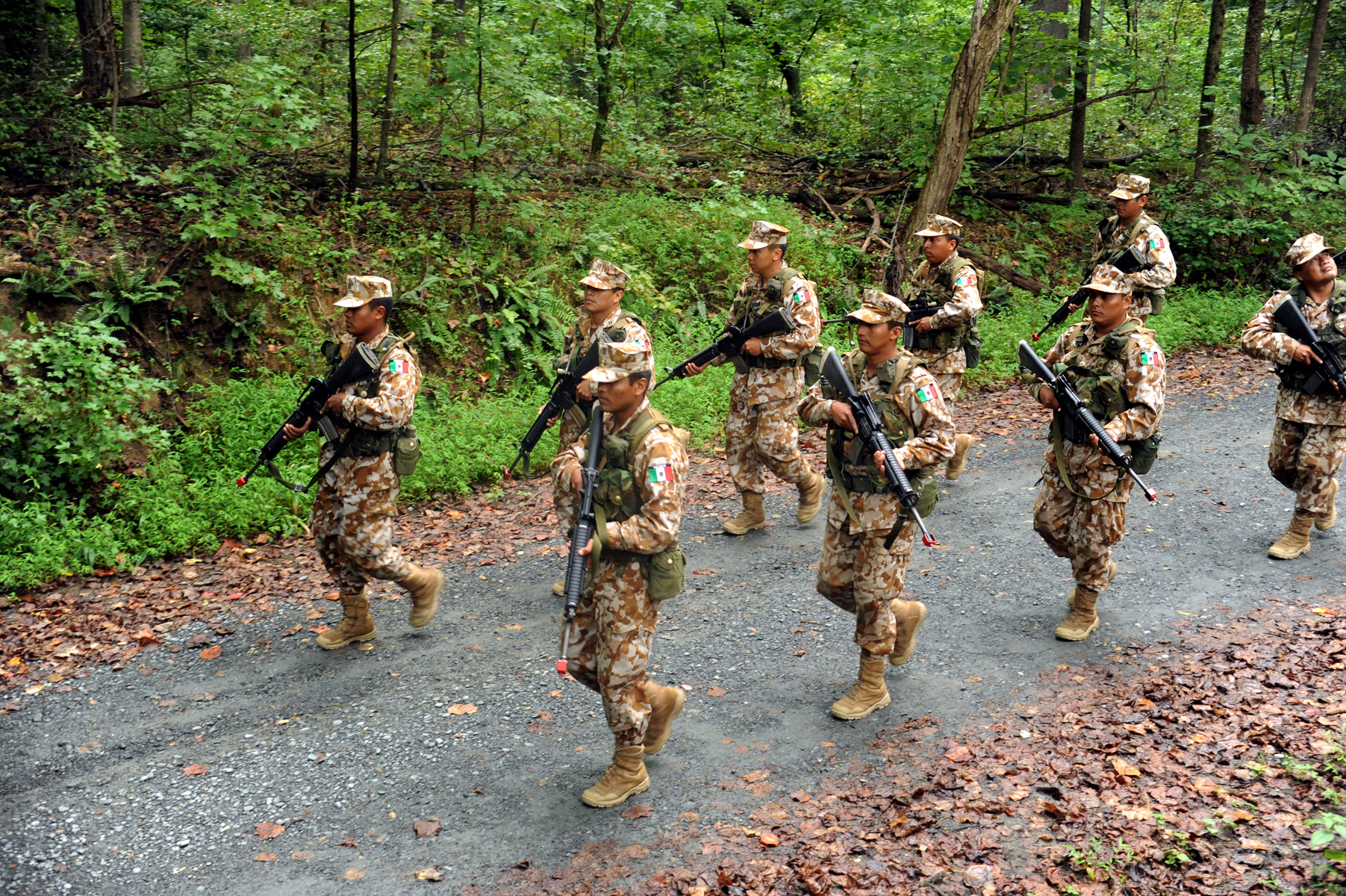

Ejecutar operaciones de asalto anfibio, proyectando tropas de infantería de marina de manera inmediata y decidida en una playa o área hostil, para proseguir con objetivos tierra adentro; localizar, tomar el contacto y destruir al enemigo por medio del fuego y la maniobra; negar y rechazar el asalto enemigo empleando los medios de acción de que se dispone; realizar operaciones que no necesariamente requieren del empleo de la fuerza militar, tales como apoyo a la población civil en zonas y casos de desastre o emergencia, operaciones cívico militares, de policía marítima, policía naval, contra el crimen organizado, contra el terrorismo, de seguridad a instalaciones estratégicas y de apoyo a otras instituciones en los tres niveles de gobierno, con el fin de contribuir en la defensa exterior y coadyuvar en la seguridad interior del país.
Los Infantes de Marina están siempre listos para actuar desde el aire, la tierra y el mar. Esta capacidad única distingue a los Infantes de Marina como una fuerza altamente eficaz en el combate para la defensa del territorio nacional o para apoyar a su pueblo y actuar en zonas de desastre o emergencia.

#### Batallón de Policía Naval
El 8 de marzo del 2016, se publica en el Diario Oficial de la Federación el Acuerdo Secretarial 041, mediante el cual se crea el Batallón de Policía Naval, con sede en la Ciudad de México, dependiendo militar, operativa y administrativamente del Cuartel General del Alto Mando.
El Batallón de Policía Naval, tendrá como misión brindar seguridad y protección, dentro y fuera del edificio sede de la Secretaría de Marina y a las instalaciones navales que le sean asignadas; proporcionando al interior seguridad militar y mantener el régimen interno, y al exterior para cumplir la misión y atribuciones de la Armada de México, en tareas que le ordene el Cuartel General del Alto Mando, en apoyo a las autoridades civiles en disturbios, actos tendientes a obstaculizar, bloquear o atentar contra las citadas instalaciones; así como para atender contingencias por desastres naturales.

#### Fuerzas especiales

Las Fuerzas Especiales, también conocidas como FES (debido a las iniciales de su lema; Fuerza, Espíritu y Sabiduría) son una unidad de operaciones especiales de la Armada de México oficialmente establecida en 2001.

##### Historia
Sus orígenes se remontan al Batallón Aerotransportado de la Marina a principios de la década de 1990. Las misiones que desempeña la unidad se enfocan a operaciones especiales anfibias, con el objetivo de proteger los intereses marítimos de la nación.
Los grupos de Fuerzas Especiales de la Armada de México se crearon en 2001, siendo inicialmente dos, el FESGO (Fuerzas Especiales del Golfo) y el FESPA (Fuerzas Especiales del Pacífico), ambos destinados para misiones en apoyo a las entonces nuevas Fuerzas de Reacción Anfibias. En 2008, se formó el FESCEN (Fuerzas Especiales del Centro), con base en el DF, cuyo propósito es poner a disposición del Cuartel General del Alto Mando un agrupamiento de tropas especiales para misiones críticas. Mientras el FESGO y el FESPA cuentan con un efectivo de unos 220 elementos cada uno, el FESCEN tiene menos de 160 integrantes. En el cual el más reciente es FES por sus siglas (FORTIS SPIRITUS SAPIENTIA) o en español (FUERZA ESPÍRITU SABIDURÍA) que es la rama principal de todas las fuerzas especiales de la marina que cuenta aproximadamente con más de 12500 elementos.

##### Fuerza de operaciones especiales COMANDO
Es una unidad de operaciones especiales (Infantería especializada), perteneciente a la armada de México, y se caracteriza por tener un adiestramiento en el cual los cursantes desarrolla habilidades y destrezas combativas fundamentadas en las técnicas y tácticas de las operaciones especiales de comandos que les permiten operar en cualquier tipo de terreno y bajo condiciones meteorológicas adversas, hacerlos diestros en el manejo y uso de armamento y equipo de combate, así como incrementar el fortalecimiento físico y psicológico para resistir esfuerzos extremos originados por el cumplimiento de la misión.

##### Coordinación General de Protección Portuaria e Instalaciones Estratégicas
Es un organismo técnico administrativo, que tiene la misión de administrar de forma integral los recursos humanos, materiales y técnicos relacionados con la protección portuaria y de las instalaciones estratégicas establecidas en las zonas marinas mexicanas, así como formular los proyectos de desarrollo para incrementar las capacidades necesarias para el cumplimiento de citada misión.
Las UNAPROP´s tienen la misión de realizar acciones de vigilancia, inspección y control en funciones de policía marítima en el interior de los recintos portuarios, a fin de ejercer la autoridad en materia de protección marítima y portuaria y operan con estado de fuerza promedio de 43 elementos cada una. y están en los principales puertos marítimos del país, siguientes:
- Ensenada, Baja California;
- Guaymas, Sonora;
- Mazatlán, Sinaloa;
- Manzanillo, Colima;
- Lázaro Cárdenas, Michoacán;
- Acapulco, Guerrero;
- Salina Cruz, Oaxaca;
- Altamira, Tamaulipas;
- Tampico, Tamaulipas;
- Tuxpan, Veracruz;
- Veracruz, Veracruz;
- Coatzacoalcos, Veracruz;
- Ciudad del Carmen, Campeche;
- Progreso, Yucatán.
- La Paz, Baja California Sur;
- Puerto Vallarta, Jalisco;
- Puerto Chiapas, Chiapas;
- Puerto Matamoros, Tamaulipas;
- Dos Bocas, Tabasco;
- Cabo San Lucas, Baja California Sur;
- Topolobampo, Sinaloa y
- Cozumel, Quintana Roo.

La Unidad de Vigilancia Aérea y de Superficie del Golfo de México y Mar Caribe (UNIVASGO), cuyo objetivo es garantizar la seguridad de las instalaciones petroleras en la Sonda de Campeche, por medio de la operación de los radares aéreos y Sistemas de Vigilancia de Superficie para detectar la presencia de aeronaves o embarcaciones que puedan poner en riesgo las actividades petroleras, identificó a las aeronaves que sobrevolaron la Sonda de Campeche y que corresponden a vuelos comerciales, particulares, de gobierno, prestadores de servicios y ambulancia, identificó también a aquellas aeronaves que no activaron sus sistemas de identificación electrónica, por medio de su Identificador Amigo-Enemigo (IFF) y por medio de su Sistema de Identificación Automática (AIS).

##### Vehículos de la Infantería de Marina
| Marca y Modelo        | Origen         | Nota                                                                                     | Imagen |
| --------------------- | -------------- | ---------------------------------------------------------------------------------------- | ------ |
| BTR-70                | Rusia          | Vehículos anfibios. Usan Lanzagranadas Mk 19 automático de 40mm                          |        |
| BTR-60                | Rusia          | Vehículos anfibios. Usan Lanzagranadas Mk 19 automático de 40mm                          |        |
| DN-XI                 | México         | 250 vehículos tácticos blindados para el combate al narcotráfico                         |        |
| Ural-4320             | Rusia          | 62 vehículos 6x6 adquiridos en el 2008                                                   |        |
| UNIMOG U-4000         | Alemania       | Recibidos en mayo del 2009, 30 de 164 camiones 4x4                                       |        |
| M35                   | Estados Unidos |                                                                                          |        |
| Kodiak                | Estados Unidos |                                                                                          |        |
| Freightliner M2       | México         | 4x2 truck                                                                                |        |
| Ford F-150            | México         | 4x4 F-150 de doble cabina, recibidas en el 2009                                          |        |
| Dodge Ram 2500        | México         | 4x4 Pick up                                                                              |        |
| Mercedes-Benz G-Class | Alemania       | 20 recibidos de 84 varias versiones                                                      |        |
| Land Rover Defender   | Reino Unido    | 4x4 blindados para transporte de tropa                                                   |        |
| Humvee                | Estados Unidos | vehículos blindados versiones M1151A1/B1 Armament Carrier y M1152/B2 Cargo/Troop Carrier |        |
| Chenowth              | Reino Unido    | vehículo de asalto y reconocimiento                                                      |        |

## Sensores y Sistemas Electrónicos

### Radar Terrestre

#### AN / MPQ-64 Sentinel
Es un radar tridimensional utilizado para localizar objetivos a una distancia de 40 km y utiliza una alta velocidad de barrido (30 RPM); utiliza una banda X gama-cerrada, pulso-doppler sistema; automáticamente identifica objetivos, incluyendo misiles de crucero, vehículos aéreos no tripulados, aeronaves de ala rotativa y de ala fija; está diseñado con alta resistencia a las contramedidas electrónicas (ECM). Es Montado sobre una plataforma de arrastre, que se puede colocar de forma remota desde el resto de la unidad, operado de forma autónoma y comunicarse con el Centro de Distribución de fuego (FDC) a través de banda ancha enlace de fibra óptica. También puede distribuir sus datos a través de una red de radio.

### Radares Navales

#### AN/SPS-40
El ANSPS-40 es un radar de búsqueda aérea bidimensional, y de largo alcance que es capaz de proporcionar seguimiento del contacto.
Fue utilizado en destructores Clase Spruance cruceros Clase Belknap, cruceros Clase Leahy, fragatas Clase Knox, fragatas Clase Bronstein, cúteres Clase Hamilton, barcos anfibios de Clase Raleigh de transporte y muchas otras clases de barco.

### Guerra Electrónica
Es necesario confirmar la operatividad de todos los equipos de guerra electrónica, pues lo cierto es que Estados Unidos transfirió las fragatas Bronstein y Knox desarmadas y por lo tanto sin los sistemas asociados al armamento. Las citadas fragatas operan como OPV´s.

#### AN/SLQ-32
Es un sistema de guerra electrónica el cual es capaz de interceptar señales emitidas por radares de aviones, barcos y misiles, así como estudiarlas y de ser posible perturbarlas. y este a su vez está conectado al sistema mark 36.

#### Mark 36 SRBOC
el Mark 36 SRBOC es un mortero de corto alcance que lanza señuelos desde las fragatas de la armada de México para frustrar los misiles antibuque.
Cada lanzador tiene tres tubos colocados en un ángulo de 45 grados, y tres tubos colocados en un ángulo de 60 grados, proporcionando una difusión efectiva de los señuelos y medidas de lucha para derrotar a los misiles que emiten radiofrecuencia.
El SRBOC también puede ser equipado con los señuelos infrarrojos "flare" sistema de señuelo.
Carga de un barco típico es de 20 a 35 rondas por lanzador.

### Radar Director de Tiro

#### AN/SPG-53
El AN / SPG-53 es un radar de control de fuego.
Fue utilizado con el cañón naval mark 42 cañón / 54 calibre 5 pulgadas, y esta en uso en las fragatas clase Knox. (las fragatas Knox han sido dadas de baja)

#### Mark 37 Director
Radar de control de tiro de los cañones 5"/38 del destructor clase Quetzalcóatl, de la Armada de México. Dado de baja.

### Vehículos Aéreos No Tripulados (VANT)

#### T-1, T-2, T-3
La armada de México ha desarrollado al menos 3 vehículos aéreos no tripulados VANT por sus siglas en español, estas aeronaves fueron diseñadas para la lucha contra el narcotráfico y la vigilancia de los litorales mexicanos. Están equipados con una cámara de vídeo desmontable con zum óptico de 36X y capacidad para barridos panorámicos (panning) y movimientos angulares (tilting), transmiten video y fotografías a la unidad terrestre en tiempo real.

## Armamento de la Armada de México

### Sistema de armas navales
| Nombre                               | Origen           | Tipo                                                 | imagen             |                  |                  |                  |
| Artillería Naval                     | Artillería Naval | Artillería Naval                                     | Artillería Naval   | Artillería Naval | Artillería Naval | Artillería Naval |
| ------------------------------------ | ---------------- | ---------------------------------------------------- | ------------------ | ---------------- | ---------------- | ---------------- |
| Mark 42 5"/54                        | Estados Unidos   | Cañón naval                                          |                    |                  |                  |                  |
| 5"/38                                | Estados Unidos   | Cañón naval                                          |                    |                  |                  |                  |
| Mk-33 Cañón doble                    | Estados Unidos   | Cañón naval                                          |                    |                  |                  |                  |
| Oto Melara Individual 30 SAFS        | Italia           | Cañón naval                                          | imagen ilustrativa |                  |                  |                  |
| Oto Melara Hitrole Naval Turret 12.7 | Italia           | Ametralladora Controlada Remotamente                 | imagen ilustrativa |                  |                  |                  |
| Oto Melara 76/62 Compact Gun         | Italia           | Cañón naval                                          |                    |                  |                  |                  |
| Oto Melara 25mm Gun                  | Italia           | Cañón naval sobre el hangar de los OPV Clase Oaxaca. | [[Archivo: ]]      |                  |                  |                  |
| Bofors 57 mm                         | Suecia           | Cañón naval                                          |                    |                  |                  |                  |
| Phalanx CIWS                         | Estados Unidos   | Proximidad antimisil                                 |                    |                  |                  |                  |
| Bofors doble 40 mm                   | Suecia           | Cañón Antiaéreo                                      |                    |                  |                  |                  |
| Bofors 40 mm                         | Suecia           | Cañón Antiaéreo                                      |                    |                  |                  |                  |
| 3 pulgadas (Mk 22)                   | Estados Unidos   | Cañón Antiaéreo                                      |                    |                  |                  |                  |
| Oerlikon                             | Alemania         | cañón antiaéreo                                      |                    |                  |                  |                  |
| Browning M2                          | Estados Unidos   | Ametralladora pesada                                 |                    |                  |                  |                  |
| Sistemas de Misiles                  |                  |                                                      |                    |                  |                  |                  |
| RGM-84L Harpoon Block 2              | Estados Unidos   | Misil Antibuque                                      |                    |                  |                  |                  |
| RIM-162 ESSM                         | Estados Unidos   | Misil Antiaéreo                                      |                    |                  |                  |                  |
| RIM-116 RAM                          | Estados Unidos   | Misil Antiaéreo Corto Alcance                        |                    |                  |                  |                  |
| 9K38 Igla                            | Rusia            | Misil Antiaéreo                                      |                    |                  |                  |                  |
| Torpedos                             |                  |                                                      |                    |                  |                  |                  |
| Torpedo ligero Mark 54 MAKO Mod 2    | Estados Unidos   | Torpedo ligero.                                      |                    |                  |                  |                  |

### Armamento de la infantería
| Modelo                   | Imagen   | Calibre            | Tipo                               | Origen          | Detalles                                                                                     |          |
| Pistolas                 | Pistolas | Pistolas           | Pistolas                           | Pistolas        | Pistolas                                                                                     | Pistolas |
| ------------------------ | -------- | ------------------ | ---------------------------------- | --------------- | -------------------------------------------------------------------------------------------- | -------- |
| M1911                    |          | .45 ACP            | Pistola semiautomática             | Estados Unidos  |                                                                                              |          |
| Glock17                  |          | 9x19 mm Parabellum | Pistola semiautomática             | Austria         |                                                                                              |          |
| Subfusiles               |          |                    |                                    |                 |                                                                                              |          |
| MP5                      |          | 9x19 mm Parabellum | Subfusil                           | Alemania        |                                                                                              |          |
| UMP-45                   |          | .45 ACP            | Subfusil                           | Alemania        |                                                                                              |          |
| Uzi                      |          | 9x19 mm Parabellum | Subfusil                           | Israel          |                                                                                              |          |
| P90                      |          | 5.7x 28 mm         | Subfusil                           | Bélgica         |                                                                                              |          |
| Escopetas                |          |                    |                                    |                 |                                                                                              |          |
| Mossberg 500             |          | 12 gauge           | Escopeta                           | Estados Unidos  |                                                                                              |          |
| Remington 870            |          | 12 gauge           | Escopeta                           | Estados Unidos  |                                                                                              |          |
| Spas 12                  |          | 12 gauge           | Escopeta                           | Italia          |                                                                                              |          |
| M1014                    |          | 12 gauge           | Escopeta                           | Italia          |                                                                                              |          |
| Fusiles                  |          |                    |                                    |                 |                                                                                              |          |
| SIG 516                  |          | 5.56x45 mm NATO    | Fusil de Asalto                    | Estados Unidos  | Nuevo rifle estándar de la Infantería de Marina                                              |          |
| M16                      |          | 5.56x45 mm NATO    | Fusil de Asalto                    | Estados Unidos  | Antiguo rifle estándar de la infantería de marina                                            |          |
| M4A1                     |          | 5.56x45 mm NATO    | Carabina                           | Estados Unidos  | Antiguo rifle estándar de Fuerzas Especiales                                                 |          |
| Galil                    |          | 5.56x45 mm NATO    | Fusil de Asalto                    | Israel          | Rifle de personal embarcado, siendo reemplazado por el rifle de asalto FX-05 para esta tarea |          |
| FN FAL                   |          | 7,62x51 mm NATO    | Fusil de Combate                   | Bélgica         | Rifle usado para adiestramiento de conscriptos de Servicio Naval Nacional                    |          |
| Ametralladoras           |          |                    |                                    |                 |                                                                                              |          |
| FN Minimi                |          | 7,62x51 mm         | Ametralladora Ligera               | Bélgica         |                                                                                              |          |
| Ameli                    |          | 5.56x45 mm         | Ametralladora Ligera               | España          |                                                                                              |          |
| HK21                     |          | 5.56x45 mm         | Ametralladora media                | Alemania        |                                                                                              |          |
| M240                     |          | 7.62x51 mm         | Ametralladora de propósito general | Estados Unidos  |                                                                                              |          |
| M60                      |          | 7.62x51 mm         | Ametralladora de propósito general | Estados Unidos  |                                                                                              |          |
| M2HB                     |          | .50 BMG            | Ametralladora pesada               | Estados Unidos  |                                                                                              |          |
| Fusiles de Francotirador |          |                    |                                    |                 |                                                                                              |          |
| M107                     |          | .50 BMG            | Fusil de francotirador             | Estados Unidos  |                                                                                              |          |
| Remington 700            |          | 7.62x51 mm         | Fusil de francotirador             | Estados Unidos  |                                                                                              |          |
| Lanzagranadas            |          |                    |                                    |                 |                                                                                              |          |
| Mk 19                    |          | 40 mm              | Ametralladora Lanzagranadas        | Estados Unidos  |                                                                                              |          |
| M203                     |          | 40 mm              | Lanzagranadas                      | Estados Unidos  |                                                                                              |          |
| Cohetes Antitanque       |          |                    |                                    |                 |                                                                                              |          |
| M72 LAW                  |          | 66 mm              | Cohete Antitanque                  | Estados Unidos  |                                                                                              |          |
| B-300                    |          | 82 mm              | Cohete Antitanque                  | Israel          |                                                                                              |          |
| RPG-75                   |          | 68 mm              | Cohete Antitanque                  | República Checa |                                                                                              |          |

### Artillería
| Modelo                | Imagen | Calibre | Tipo    | Origen         | Detalles |        |
| Obuses                | Obuses | Obuses  | Obuses  | Obuses         | Obuses   | Obuses |
| --------------------- | ------ | ------- | ------- | -------------- | -------- | ------ |
| OTO Melara Mod 56     |        | 105mm   | Obús    | Italia         |          |        |
| Morteros              |        |         |         |                |          |        |
| Cazador               |        | 60mm    | Mortero | Estados Unidos |          |        |
| M1                    |        | 81mm    | Mortero | Estados Unidos |          |        |
| M29                   |        | 81mm    | Mortero | Estados Unidos |          |        |
| Lanzaderas de Misiles |        |         |         |                |          |        |

### Armamento aéreo
| Modelo         | Imagen         | Calibre        | Tipo                               | Origen         | Detalles           |                |
| Ametralladoras | Ametralladoras | Ametralladoras | Ametralladoras                     | Ametralladoras | Ametralladoras     | Ametralladoras |
| -------------- | -------------- | -------------- | ---------------------------------- | -------------- | ------------------ | -------------- |
| FN MAG         |                | 7,62 mm        | Ametralladora de propósito general | Bélgica        |                    |                |
| M60            |                | 7,62 mm        | Ametralladora de propósito general | Estados Unidos |                    |                |
| M2HB           |                | .50 BMG        | Ametralladora pesada               | Estados Unidos |                    |                |
| M134           |                | 7,62 mm        | Ametralladora rotativa             | Estados Unidos |                    |                |
| GAU-19         |                | 25 mm          | Ametralladora rotativa             | Estados Unidos |                    |                |
| FN HMP 400     |                | .50 BMG        | Ametralladora tipo POD             | Bélgica        |                    |                |
| GSh-23         |                | 23 mm          | cañón aéreo                        | Rusia          | Helicópteros MI-17 |                |
| Lanzacohetes   |                |                |                                    |                |                    |                |
| FN LAU-7h      |                | 70mm           | Lanzacohetes 7 bocas               | Bélgica        |                    |                |
| FN LAU-12h     |                | 70mm           | Lanzacohetes 12 bocas              | Bélgica        |                    |                |
| Sonia 28       |                | 50mm           | Lanzacohetes 28 bocas              | Bélgica        |                    |                |
| Bombas Aéreas  |                |                |                                    |                |                    |                |
| Mk81           |                | 250lb          | Bomba de propósito general         | Estados Unidos | aviones T-6C+      |                |
| Mk82           |                | 500lb          | Bomba de propósito general         | Estados Unidos | aviones T-6C+      |                |